# Gerone II
Geróne II, citato anche come Ieróne II (in greco antico: Ἱέρων?; in latino Hiero; Siracusa, 308 a.C. – Siracusa, 215 a.C.), è stato stratego dell'esercito siracusano, dal 275 a.C. al 270 a.C., e in seguito basileus di Sicilia, dal 269 al 215 a.C.
Riconosciuto, per sua stessa volontà, come discendente dei Dinomenidi (l'antica casata gelese dalla quale discendevano i primi tiranni di Siracusa, d'origine rodio-cretese), Gerone II mosse i primi passi verso il potere assoluto diventando uno dei due generali che l'esercito siciliano, in rivolta, aveva eletto per cercare una pacificazione con le autorità civiche della pentapoli, la quale aveva bandito i propri soldati a causa delle eccessive turbolenze apportate dalla componente mercenaria. Riuscitosi a guadagnare la fiducia del popolo, gli venne dato il titolo di basileus nel 269 a.C.
Gerone, ricoprendo il ruolo che fu di Agatocle, si rivelò essere un sovrano generoso ed equilibrato. Distintosi nelle lotte contro i Mamertini, si alleò inizialmente con Cartagine per contrastare Roma, giunta in Sicilia per soccorrere il popolo campano, suo alleato, insidiatosi a Messana. Tuttavia, nel 263 a.C., quando la pentapoli si vide assediata dalle legioni romane e dalle tante città siciliane passate dal lato dell'urbe, Gerone decise di allontanarsi da Cartagine e divenire alleato dei Romani.
Rimasto fedele a questa alleanza per tutta la sua vita, Gerone fu amico dei consoli dell'urbe, ai quali recò preziosi aiuti in numerose occasioni; fu anche una guida illuminata per il proprio regno: erudito di agricoltura e di arte, il basileus divenne famoso nel mondo antico per le sue esportazioni cerealicole, mantenne vivi i rapporti con l'Oriente ellenistico e arricchì le sue terre di templi e costruzioni civiche, permettendo che prosperassero in pace, lontane dalla guerra in atto nel resto della Sicilia.
Fu Gerone II a chiamare lo scienziato Archimede a difendere la propria patria: gli fece costruire molte di quelle macchine da guerra, mentre i Romani, una volta cambiato lo scenario politico, tentavano di conquistarla. 
Il governo di Gerone fu il più longevo di Syrakousai: durò oltre un cinquantennio. Il basileus, spentosi all'età di novant'anni, nel 215 a.C., lasciò come suo erede il giovane nipote Geronimo, ma i gravi mutamenti politici, con lo scoppio della seconda guerra punica, condannarono la sua dinastia a un tragico epilogo. Con Gerone II, difatti, si data l'ultimo lungo prospero periodo di Siracusa, poi la sua fine egemonica. In seguito un pretore mandato da Roma governerà da questa città l'intera Sicilia come prima provincia romana.

## Biografia

### Origini e giovinezza
Gerone, detto anche Ierone, nacque a Siracusa (città antica), nell'anno 308 a.C. Suo padre fu Gerocle (o Ierocle), uomo notabile della città in quanto si definiva un discendente della famiglia dorica dei Dinomenidi, tramite Gelone I; il condottiero rodio-cretese che impiantò la prima tirannide esportandola da Gela a Siracusa.
Marco Giuniano Giustino chiama il padre Hieroclito, ovvero Geroclito (o Ieroclito), ma le fonti postume lo hanno riconosciuto come Gerocle dall'incisione di questo nome in una lapide riguardante il figlio Gerone.
Non si conosce invece il nome della madre di Gerone, ma solo la sua posizione sociale: ella era una serva, un'ancella della casa di Gerocle che alcune fonti appellano direttamente come schiava. Considerando l'umilissima origine della donna, Gerocle ritenne come un fatto vergognoso la nascita del bambino e decise quindi, secondo le usanze del tempo, di esporlo, ovvero di abbandonarlo al proprio destino in mezzo alla natura, condannandolo così a morte certa. Tuttavia nel bosco accadde un prodigio: il bambino venne nutrito dal miele delle api che gli ronzavano intorno, permettendogli di superare la fame e la mancanza di cure umane.
Il connubio tra futura regalità, divinazione, api e miele è davvero molto forte. Esso ricorre in più aneddoti riguardanti i tiranni aretusei (in Dionisio I, ad esempio), la sua origine può probabilmente essere rintracciata nel Basso Egitto, dove l'ape rappresentava già la regalità del faraone. Marco Giustino prosegue quindi narrando la sorpresa del padre di Gerone: come spesso accadeva in questi casi, era necessario ricorrere all'arte divinatoria, la quale sentenziò, tramite l'aruspicina, che il piccolo Gerone, nutrito dalle api, era destinato al potere regio. Colto da improvviso entusiasmo, Gerocle riprese il bambino con sé e lo allevò.
Lo storico antico romano prosegue narrando altri eventi singolari che segnarono l'infanzia e l'adolescenza di Gerone: quando questi era ragazzino e combatteva le sue prime battaglie, un'aquila gli si posò sullo scudo e un gufo gli si artigliò sulla lancia. Aquila e gufo sono altri due animali colmi di simbologia, cosicché Giustino poté donare al futuro capo di Syrakousai due importanti virtù: la prudenza e il coraggio, insieme al più alto distintivo sociale: Gerone sarebbe diventato re.
Descritto di aspetto molto gradevole e di forza notevole, Gerone era inoltre visto come un giovane soldato umile di carattere, leale e al contempo carismatico. Giustino, che lo descrive in questi suoi primi tempi come militante nell'esercito di Pirro, re di Sicilia, sostiene che tutto in lui faceva percepire la regalità, anche se l'unica cosa che gli mancava era appunto un regno da governare.

### Gerone soldato dell'esercito siracusano

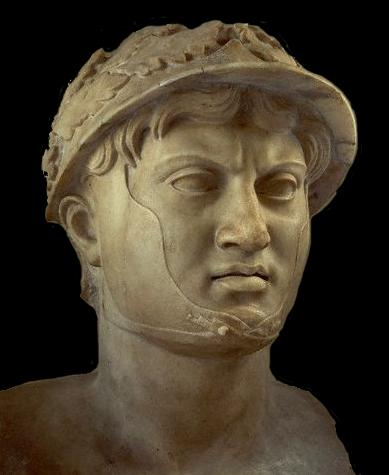
Busto di Pirro (situato nel museo archeologico di Napoli): quando l'esercito era comandato dall'epirota, Gerone, afferma Giustino, ricevette da quel re molte ricompense militari, per le vittorie riportate nelle battaglie

Se si esclude l'aneddotica, veramente molto poco si conosce del primissimo Gerone. Le notizie storiche su di lui incominciano a farsi più solide solo quando egli si fa notare tra le file di un esercito siracusano ridotto allo sbando dopo la morte di Agatocle (che lo aveva invece condotto a notevoli vittorie) e l'abbandono di Pirro per incompatibilità con i siciliani: Pirro, emulando le gesta agatoclee, desiderava portare nuovamente la guerra in Africa, per assediare ancora Cartagine, ma i siciliani vi si opposero. In seguito non si ristabilì la concordia tra gli isolani e l'epirota, visto come un dittatore, il che aggravò la situazione dell'esercito di Syrakousai: moltissime delle sue file erano composte da mercenari, tra questi vi erano i Mamertini; soldati Italici provenienti dalla Campania. Costoro erano stati assoldati anni prima da Agatocle e da tempo pretendevano la cittadinanza aretusea, che il governo rifiutava di concedere. 
I Mamertini, che avevano alle spalle un alleato potente come la città di Roma, in quei frangenti contribuirono insieme ai Cartaginesi a mettere a ferro e fuoco una Sicilia che viveva quasi nell'anarchia. In tale contesto, nell'anno 276/275 a.C., Gerone, grazie alle sue qualità, insieme a un suo compagno di nome Artemidoro, venne scelto dall'esercito per rappresentare i soldati siciliani, ovvero l'esercito regolare, di fronte al governo di Syrakousai; gli fu data la carica di strategós (corrisponde all'odierno titolo di generale) e gli fu affidato il compito di mediare con le autorità civiche, le quali non riponevano più alcuna fiducia nei soldati.
I soldati capitanati da Gerone, esiliati dal governo in una città non identificata, che Polibio chiama Mergane (qualche fonte moderna ha suggerito possa trattarsi di Morgantina), incontrarono comunque delle difficoltà per entrare nella sorvegliata pentapoli. Gerone dovette fare affidamento su alcuni suoi parenti per giungere al cuore del neo-governo, definito di stampo oligarchico, e riuscire a sopraffarlo, puntando non sulla violenza delle armi ma sulla persuasione di convenienti negoziazioni.
Dopo una conciliazione ottenuta senza spargimento di sangue, quindi, lo stratega Gerone si mostrò abile e magnanimo nell'amministrare gli affari governativi, a tal punto che i Siracusani, pur non essendo affatto inclini, secondo Polibio, a riconoscere un'autorità accordata esclusivamente dai militari, accettarono ugualmente il ruolo di Gerone nei confronti dell'esercito e della pentapoli e lo confermarono stratega. Aggiunge Marco Giustino che il titolo completo accordatogli in questa occasione fu «dux adversus Karthaginienses» (comandante contro i Cartaginesi), e che tutte le città di Sicilia accolsero con favore questa sua prima presentazione.

### Alleanza e matrimonio

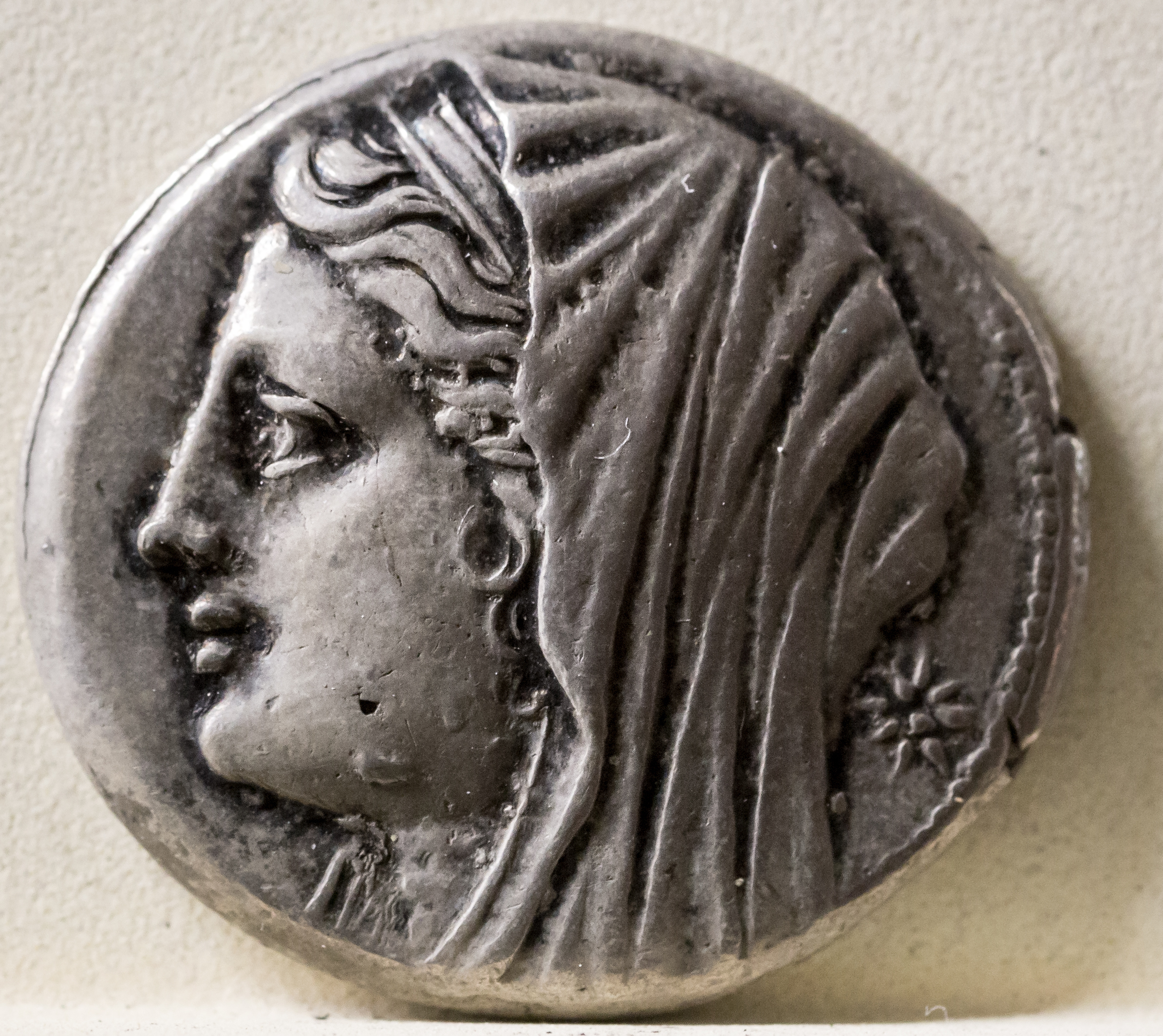
Filistide, presunta moglie di Gerone II, raffigurata con il diadema e il capo coperto da un velo

Gerone aveva osservato con quale facilità l'ordine dell'esercito siracusano mutava non appena lo stratega era lontano e non voleva perdere l'autorità da poco guadagnata, si propose di accrescere la capacità bellica e la propria popolarità nella pentapoli stringendo un'alleanza con uno degli uomini più potenti di Syrakousai, tale Leptine. L'alleanza venne suggellata tramite il matrimonio di Gerone con la figlia di Leptine.
Gli antichi storici tacciono il suo nome. Tuttavia è diventata consuetudine credere che la figlia di Leptine altri non fosse che Filistide (Φιλιστίς): l'unica donna ad essere stata raffigurata su monete dell'antica Siracusa con il titolo regale.
Si è anche ipotizzato che Filistide fosse la sorella di Gerone piuttosto che la consorte, ipotesi però scartata dai più; altri ancora hanno ipotizzato, senza fortuna, esserne la madre (ignorando tuttavia lo status servile della genitrice di Gerone, in contrasto con la regalità attestata alla figura femminile sulle monete).
A rafforzare la possibilità che invece proprio Filistide sia la figlia di Leptine, vi è il fatto che costui poteva realmente essere un discendente della casata reale dionisiana, dove figurava un Leptine fratello di Dionisio I, la cui figlia sposò senza permesso Filisto (compagno militare di Dionisio, oltre che rinomato storico); questo nome, Leptine, ricorre poi in numerose figure di potere sempre vicino ai tiranni, da qui l'intuizione di alcune fonti secondo le quali il Leptine di Gerone II avrebbe potuto chiamare la figlia Filistide in onore di quel Filisto che si ricollegava agli avi della propria famiglia.

### Lotte contro i Mamertini
I Mamertini, allontanati da Siracusa, si erano vendicati andando a conquistare con l'uso della forza la polis di Messana (antica Zancle, odierna Messina): facendo strage di uomini adulti, sposarono forzatamente le donne e si stabilirono in quel territorio; non paghi, resero tributarie molte città della Sicilia orientale, ne distrussero altre, attuarono saccheggi sistematici. Pirro aveva posto un freno alle loro conquiste e costoro si erano momentaneamente acquietati. Il pensiero di Syrakousai era quindi tornato subito al più insidioso e secolare nemico, ovvero Cartagine: da qui l'ultimo titolo assegnato a Gerone II, dux adversus Karthaginienses, dal sapore esclusivamente propagandistico, non effettivo.
Infatti, anche se i Siracusani continuavano a presentarsi come baluardo della grecità contro l'espansionismo dei punici, non potevano più ignorare che l'attuale situazione geopolitica fosse mutata e che il pericolo maggiore non provenisse dall'Africa e dall'Est, bensì giungesse direttamente dalle popolazioni barbariche occidentali e dai potenti alleati che costoro portavano con sé. Per tale motivo le mire dello stratega Gerone si concentrarono fin da subito non sui Cartaginesi, ma sui Mamertini.

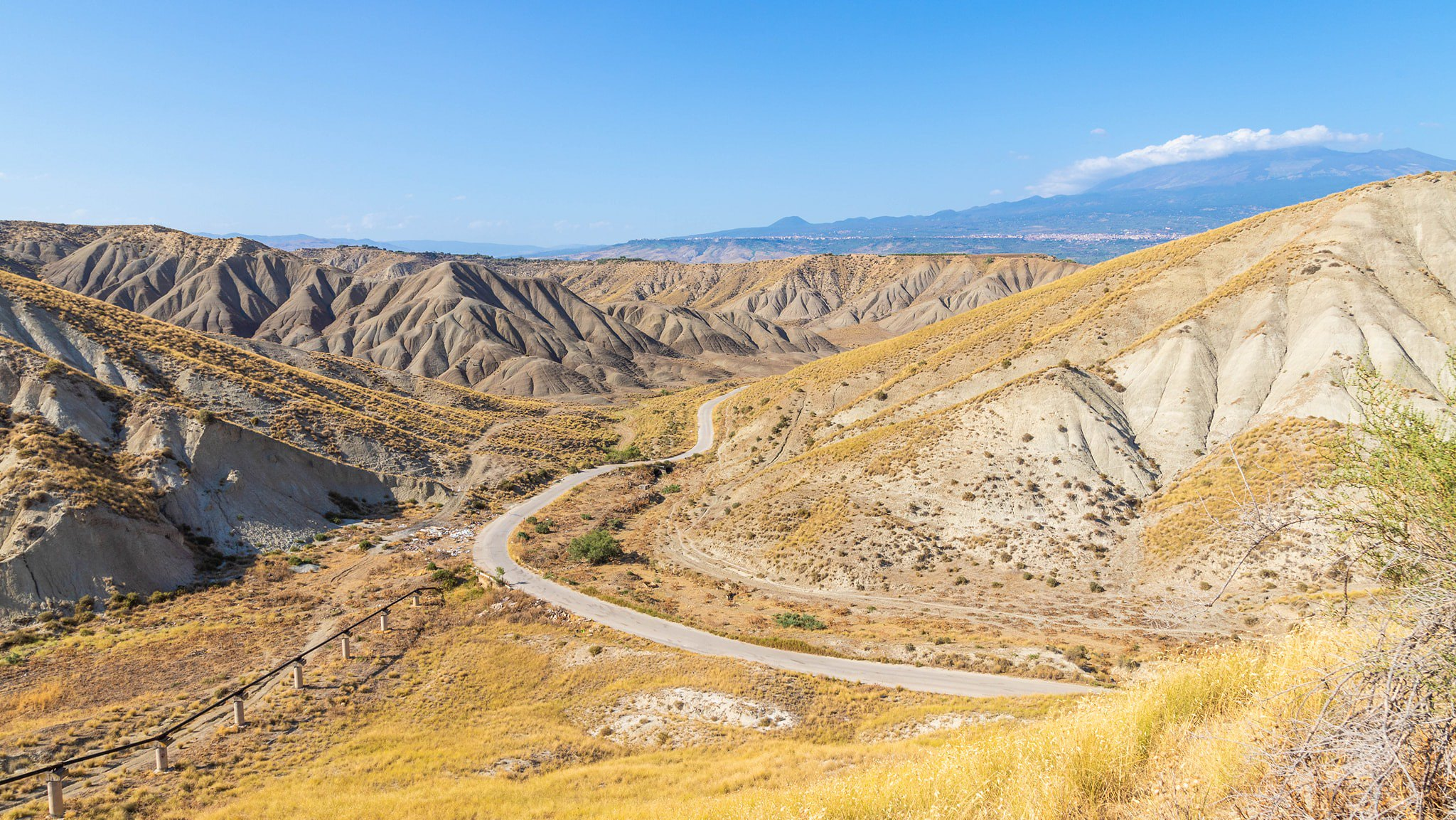
Paesaggio tipico di Centuripe (in foto i calanchi del Cannizzola), dove avvenne la prima sconfitta dello stratega Gerone

Intenzionato a liberare la greca Messane dall'occupazione dei Barbari, Gerone marciò in direzione di quella polis. Nel farlo, però, secondo Polibio, volle dare priorità alla vendetta sui soldati mercenari; sugli stranieri in generale, non solamente sui Campani: un tempo preziosi alleati, erano divenuti agli occhi dei soldati siciliani una minaccia per l'ordine e per la sicurezza. I veterani erano visti come troppo turbolenti e disaffezionati, così, egli pare li mandasse a morire di proposito, esponendoli in battaglia da soli, sulle sponde del fiume Kyamosoros, nei pressi della montana Centuripe, contro i Mamertini, mentre i soldati siciliani - cavalleria e fanteria - se ne stavano fermi al suo fianco, osservando lo scontro cinicamente, senza intervenire.
Senza essere minimamente preoccupato della sconfitta, poiché ciò che contava era aver annientato altri possibili sediziosi, Gerone se ne tornò nella pentapoli. Per i Mamertini quella era stata invece una vittoria ottenuta sul campo e a seguito di ciò, si fecero ancora più audaci nelle loro pretese sull'isola. Solo a questo punto, prosegue lo storico greco antico, lo stratega si sarebbe deciso a fare sul serio contro i Mamertini. Non tutti però concordano con questo atto di cinismo attribuito a Gerone. Alcuni storici moderni parlano appunto di un resoconto falsato e di probabile derivazione timaica (Timeo di Tauromenio fu uno storico particolarmente avverso nei riguardi dei tiranni siracusani): a Centuripe lo stratega fallì, non lo avrebbe fatto di proposito né avrebbe mandato parte dei propri soldati a morire deliberatamente.
Arruolati e addestrati nuovi soldati dalla pentapoli, Gerone tornò sulla via che lo avrebbe condotto a Messana. Lo scontro avvenne alla piana di Milazzo, antica Mylae, vicino al fiume Longano (d'incerta collocazione), e stavolta i Mamertini furono duramente sconfitti. Questa battaglia, alla quale Polibio accenna solo di sfuggita, è invece stata narrata con più informazioni da Diodoro Siculo. Lo storico d'Agira descrive come Gerone distrusse le roccaforti dei Mamertini una dopo l'altra; a Centuripe, tra l'altro, Diodoro ci tiene a specificare che lo stratega non uccise nemmeno i rivali, benché accusati dalla popolazione locale, piuttosto li arruolò e li portò con sé. Diverse città si diedero in suo potere, scacciando esse stesse i Campani. Alesa Arconidea, Tyndaris, Abacaenum, Tauromenium lo acclamarono. Invaso il territorio di Messane, l'esercito di Syrakousai catturò il capo dei Mamertini, Ciôs, che venne condotto ferito al campo di Gerone, ma quando costui vide arrivare il cavallo del figlio, immaginando che questi fosse stato ucciso, si inflisse da solo la morte. Avuta notizia del decesso del loro re, i Mamertini vennero supplicanti da Gerone, offrendogli la resa, la quale, tuttavia, si rivelerà solo momentanea: Messana rimaneva ancora occupata.

### Il titolo di Basileus e l'intervento di Cartagine e di Roma

#### Dopo la battaglia del fiume Longano
Su quel che accadde in seguito alla battaglia del fiume Longano vi sono differenti versioni: secondo Diodoro Siculo, un non meglio identificato Annibale, generale dei Cartaginesi - probabilmente il medesimo in seguito posto a guardia di Akragas, ovvero Annibale Giscone - saputa della vittoria di Gerone, mentre stava assediando Lipari presso le isole Eolie, navigò e si recò al campo del Siceliota per complimentarsi con lui. Gerone accettò le congratulazioni, senza mostrare ostilità nei confronti del fenicio, ma questi tradì la sua fiducia stimando che fosse il caso di non permettere ai Siracusani di conquistare anche Messana, quindi la occupò lui con i suoi soldati, imponendo così la presenza cartaginese ai Mamertini. Gerone, che non riteneva fosse saggio intraprendere adesso uno scontro con Cartagine, lo lasciò fare e tornò con i suoi uomini alla pentapoli, comunque pago del grave colpo inflitto ai Campani italici.
Polibio, che non accenna a questa ambasceria cartaginese e imposizione su Messana, dice piuttosto che Gerone tornò a Siracusa non appena conseguì la vittoria sul fiume Longano e che una volta giuntovi, i Siracusani e le città ad essi confederate vollero acclamarlo re, ovvero basileus, per i meriti conseguiti a favore della patria sul campo di battaglia. In base alla datazione tratta proprio da Polibio, Gerone prese la corona nell'anno 269 a.C. Questo titolo regale l'aveva introdotto Agatocle per la prima volta in Sicilia, intorno all'anno 307 a.C., prendendo a sua volta esempio dall'auto-incoronazione dei diadochi di Alessandro Magno.

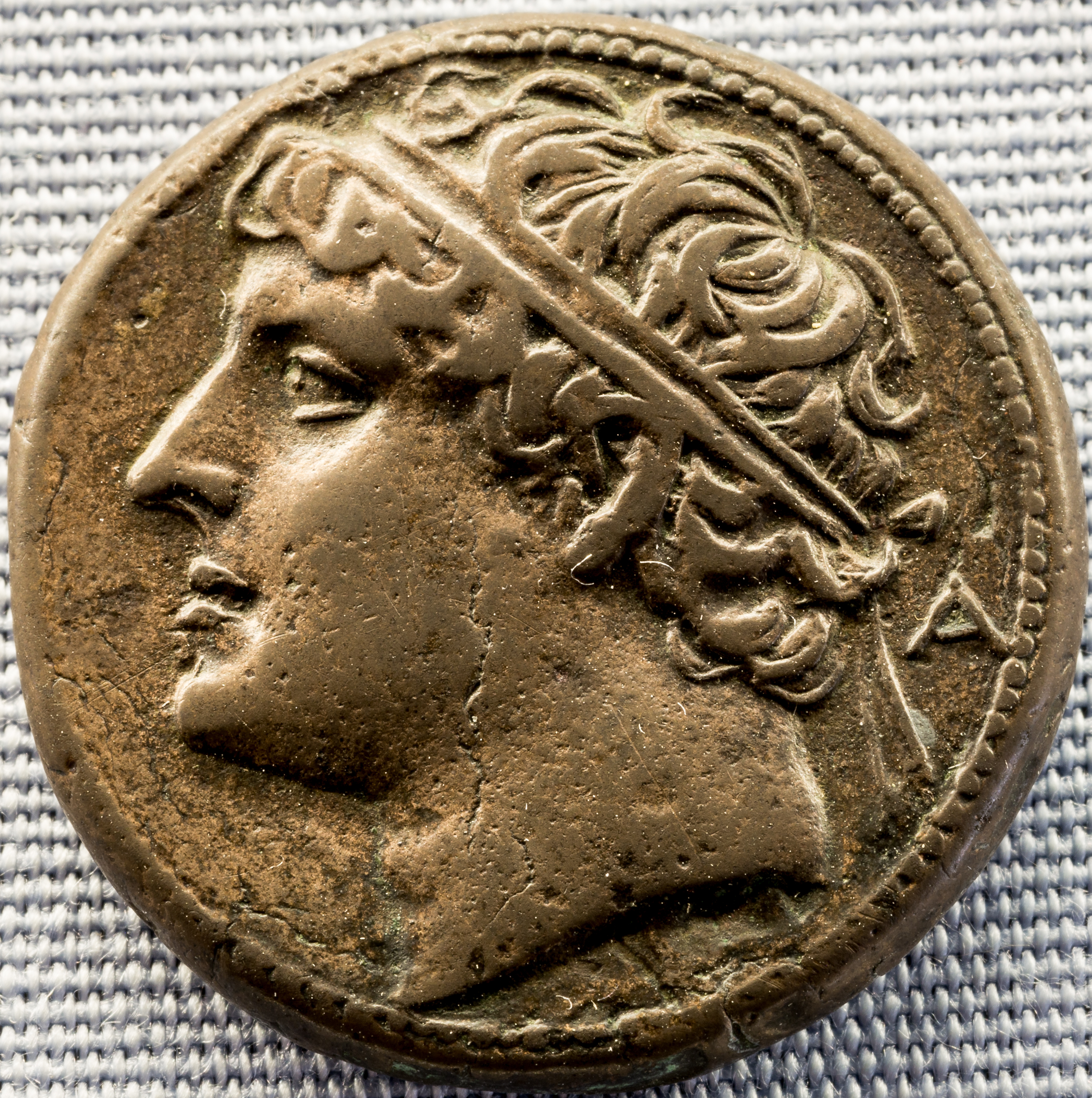
Il volto di Gerone II ritratto sulle monete emesse da Syrakousai durante il suo governo (sita al museo della Residenza di Monaco)

A questi primi eventi si pensa risalga anche una lastra con dedica onoraria pubblica per Gerone, rinvenuta nel quartiere aretuseo di Akradina, nella quale i Siracusani si appellano a tutti gli dèi, con la seguente dedica: 
(hanno dedicato questo donativo) agli dèi tutti.»

#### L'alleanza con Cartagine
Polibio narra di come i Mamertini, divenuti timorosi di perdere anche Messana per mano dei Siracusani, dopo la sconfitta inflitta loro da Gerone, mandassero a chiamare in loro soccorso sia Cartagine che Roma. Lo storico di Megalopoli specifica inoltre che a quel tempo i Mamertini non avevano più l'appoggio di Roma, poiché l'Urbe si era mostrata severissima quando i Campani avevano compiuto a Reghion le medesime atrocità già viste in Sicilia (trucidato tutti gli uomini, preso le donne e usurpati i beni). In quell'occasione i Romani presero le difese dei Greci (i Reggini si erano consegnati spontaneamente ai Romani anni prima) e giustiziarono gli Italici.
Nel 270 a.C. per assediare Reghion, in mano alla legio Campana, i Romani avevano ricevuto il primo soccorso da Gerone, il quale spedì loro grano e soldati, in nome del comune nemico (a quei tempi Gerone stava già combattendo contro i Campani). Ciò lo si apprende dallo storico bizantino Giovanni Zonara, che citando Cassio Dione, sua fonte, parlò persino di φιλία (filía, amicizia) tra Gerone e il popolo di Roma.
Secondo alcuni storici odierni, troppo vivido sarebbe stato il ricordo nei Mamertini di Messana per chiamare poco dopo Roma in loro soccorso. Questo elemento permetterebbe quindi di abbassare anche la cronologia dell'alleanza punico-siceliota, ponendola più vicina all'anno 264 a.C., poiché Polibio sostiene inoltre la contemporaneità delle due ambascerie mamertine.
Diodoro Siculo, a differenza di Polibio, non fa dei Mamertini la parte attiva della contrattazione. Lo storico d'Agira sostiene invece che ai Campani venne imposta la presenza cartaginese, da essi non desiderata, così come in seguito dovettero accettare il soccorso che giungeva da Roma (e qui Diodoro è fonte preziosa anche per uno scambio d'accuse che avviene tra Romani, Cartaginesi e Siracusani sulla sorte di Messana).
Polibio parla di un'intesa tra Gerone e i Cartaginesi solo dopo aver esposto le motivazioni che portarono Roma a intervenire in Sicilia; di conseguenza egli la colloca poco prima dello sbarco romano a Messana. È Diodoro Siculo a dare maggiori spiegazioni sull'avvicinamento dei due secolari rivali: nei frammenti diodorei questa alleanza (συμμαχία) viene divisa in due parti. Dapprima, afferma, furono i Cartaginesi a recarsi al campo di Gerone per proporgli una lotta congiunta per espugnare Messana (non è possibile tuttavia stabilire con esattezza quando ciò avvenne), poi, fu la volta degli emissari del basileus, i quali raggiunsero il campo del generale Annone, figlio di Annibale, installatosi a Solunto, per mettere a punto i particolari del loro trattato.

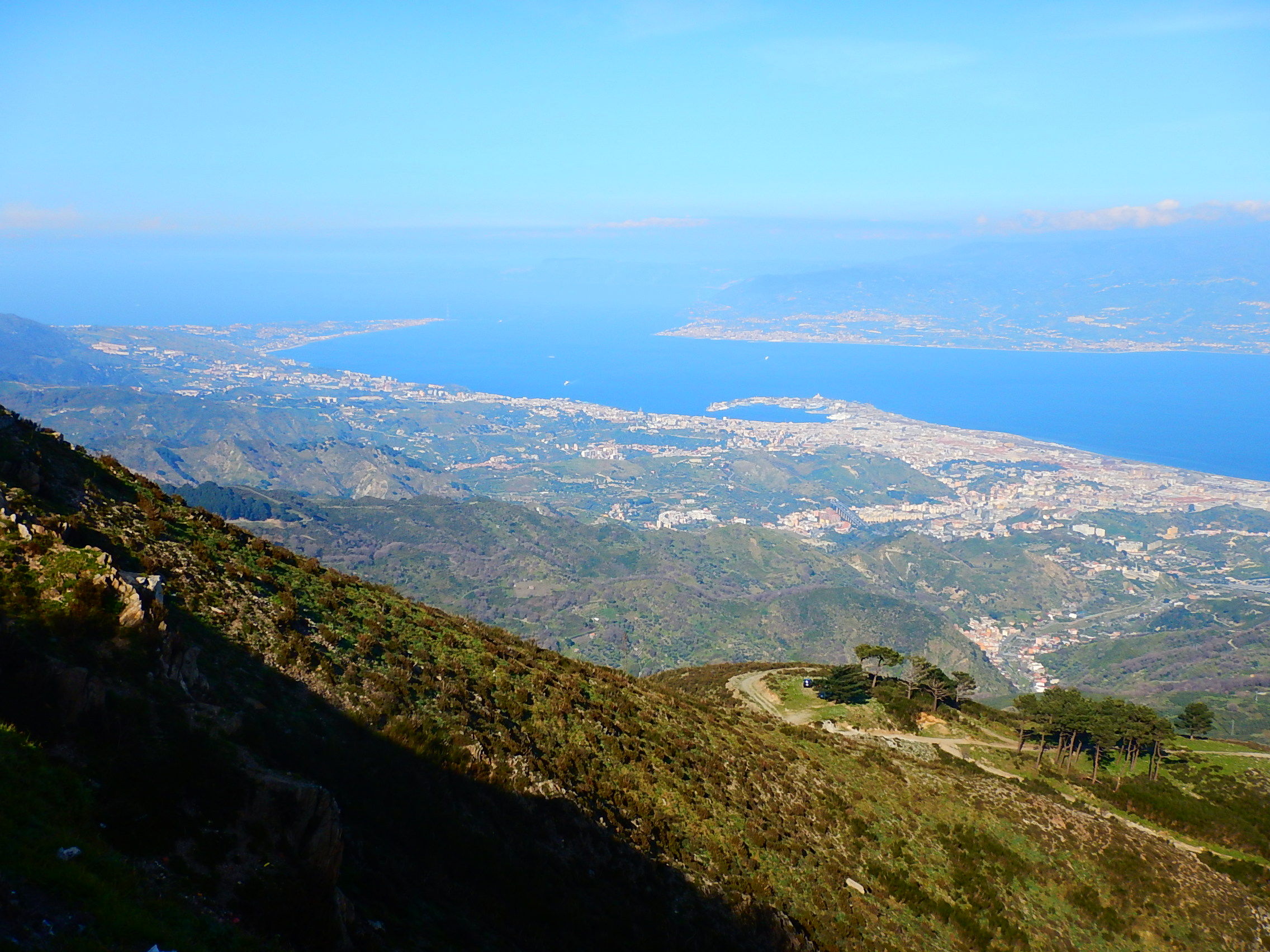
Il territorio della contesa Messana (vista dall'alto del monte Dinnammare). Ciò che premeva a tutte le parti in guerra era il dominio della polis sullo Stretto.

A dimostrazione che i tempi erano realmente mutati, il basileus aveva accettato l'alleanza con Cartagine. Il loro trattato, dice Diodoro - che qui segue molto probabilmente come fonte Filino di Agrigento, filopunico e testimone oculare degli eventi - era stato siglato in funzione antiromana e prevedeva l'unione delle forze cartaginesi e siracusane contro l'invasione di Roma in Sicilia. Da premettere che quando Diodoro parla della seconda parte di questa alleanza, i Romani stavano passando lo Stretto o comunque avevano già mandato avanti un primo loro contingente a sondare le forze rivali; si può quindi con certezza affermare che anche in Diodoro si era giunti all'anno 264 a.C.
Nel suo accenno all'alleanza tra Cartaginesi e Siracusani, Polibio non espone chiaramente le intenzioni antiromane del basileus (le sue fonti al riguardo sono state definite provenienti dalla tradizione annalistica romana), lo storico di Megalopoli si limita a dire che Gerone valutò come favorevole la situazione per estromettere una volta per tutte gli stranieri da Messana (senza fare differenza tra Mamertini e Romani), per tale motivo accettò di collaborare con Cartagine. Anche Giovanni Zonara dà notizia dell'alleanza, motivandola come la volontà dei Siracusani e dei Cartaginesi di impedire ai Romani di giungere in Sicilia e prestare soccorso ai Mamertini.
I Cartaginesi giunsero ad assediare Messana da nord-ovest mentre Gerone prese ad assediarla da sud-est. Il basileus di Sicilia pose il suo campo sull'antico monte Calcidico (Χαλκιδικοῦ), il cui nome era dovuto all'approdo su quelle colline dei primi coloni giunti dalla Calcide per fondare Messana (conosciuto in seguito anche come monte Oliveto e monte Tirone esso sarebbe stato anche in seguito legato ad eventi che vi avrebbero ricondotto il re di Syrakousai). Essendo pervenuti solo frammenti del XXIII libro di Diodoro, non si spiega come Messana, occupata dai Cartaginesi cinque anni prima, abbia in seguito cacciato il presidio, tanto da dover essere nuovamente assediata.

#### La venuta di Roma in Sicilia
Polibio, diversamente da Diodoro, non conosce una prima occupazione punica di Messana, egli apre il discorso dicendo direttamente che i Cartaginesi vennero invitati in città dai Mamertini stessi, ma poi costoro, lasciandosi persuadere dalle parole dei Romani, che nel frattempo avevano spedito i loro soldati, comandati dal console Appio Claudio Caudice, cacciarono con uno stratagemma i Cartaginesi e consegnarono Messana a Roma.
Lo storico d'Agira, più dettagliato nel proprio resoconto, spiega che i Romani prima di compiere l'audace passo di attraversare in massa e armati lo Stretto - atto che si sarebbe palesemente tradotto in una dichiarazione di guerra -, vollero tentare la carta diplomatica, cercando di persuadere Cartaginesi e Siracusani a togliere l'assedio su Messana. Si fermarono a Reghion e spedirono propri emissari.
Il testo diodoreo risulta in parte distrutto, non è quindi possibile conoscere le argomentazioni romane rivolte a Gerone (né Polibio può essere d'aiuto, dato che egli si limita ad asserire che tali ambascerie vennero ignorate sia dai Greci che dai Punici), tuttavia è pervenuta la risposta molto critica del basileus di Syrakousai ai Romani: 
(Il basileus Gerone II ai Romani.)

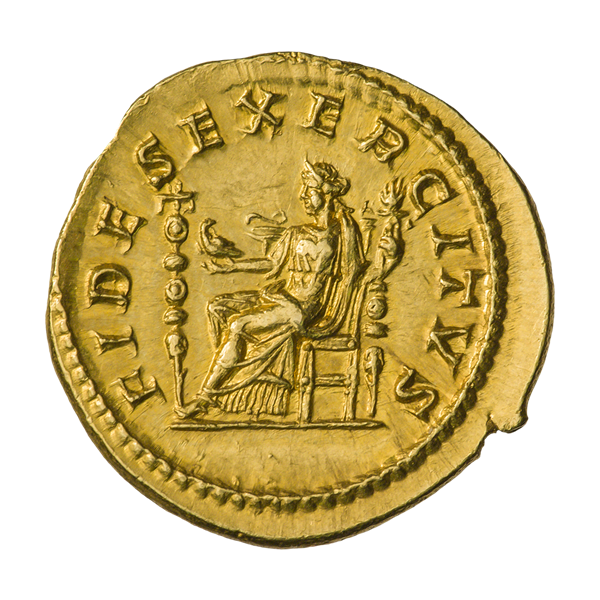
La fides latina, di cui parla il Gerone diodoreo, effigiata su una moneta dell'Antica Roma

Diodoro riporta ancora una volta una versione ieroniana fortemente antiromana, quantomeno nella fase iniziale della prima guerra punica. Ciò scalfisce il granitico topos che vuole un Gerone, fin dal principio e pure in seguito, solido alleato di Roma, passivo; che ne saluta quasi benevolmente la venuta in Sicilia.
Nei frammenti diodorei, oltre alla colorita espressione del basileus, quando questi accusa i Romani di «riempirsi la bocca con la parola fides», ma di tradirla bramando in realtà il potere. La fides era la lealtà e anche l'alleanza che Roma si impegnava a mantenere con le città che andava conquistando, le quali venivano poste sotto la sua protezione; concetto importante a tal punto per l'urbe che finì per essere divinizzato. Si apprende poi dell'indolente scambio di battute tra Cartaginesi e Romani, con i primi che avvertono il console Appio Claudio che «i suoi soldati non si sarebbero potuti lavare nemmeno le mani in mare senza il permesso di Cartagine» (enfatizzando la familiarità fenicia con l'acqua salata, rimasta fino a quel momento estranea ai soldati dell'urbe, i quali, passato lo Stretto, avevano perso nell'immediato un primo confronto marittimo contro i Cartaginesi).
Appare pienamente in Polibio il problema di dover giustificare l'intervento di Roma a difesa delle atrocità commesse dai Mamertini, che pone Syrakousai come il punto fermo che convinse infine il Senato romano a ignorare l'ingiuriosa causa per la quale stesse ufficialmente scendendo in campo (difatti rinfacciata da Gerone in Diodoro): Roma sapeva in che stato di debolezza si trovasse il fragile regno dei Siracusani rispetto al sempre più volitivo espansionismo punico in Sicilia e temeva, afferma Polibio, che se avesse lasciato Messana ai Cartaginesi, questi, prima o poi, avrebbero conquistato e sottomesso anche Siracusa (facilitati tra l'altro dalla cessazione delle ostilità dei suoi abitanti verso l'elemento punico) e allora, caduta la pentapoli, tutta l'isola sarebbe caduta in mano di Cartagine, destabilizzando di conseguenza pure l'Italia e il fresco imperialismo romano. Bisognava quindi agire.
In tal senso molto poco valore aveva per l'annalistica romana l'alleanza ieroniana tra Cartaginesi e Siracusani, vista dai più come innaturale e persino deleteria per i Sicelioti. Si ribadirà infatti più volte che i Romani non desideravano combattere contro i Siracusani e che non volevano Gerone II dalla parte dei loro avversari.

### Le scelte di Gerone nella prima guerra punica

#### Lo scontro con i Romani

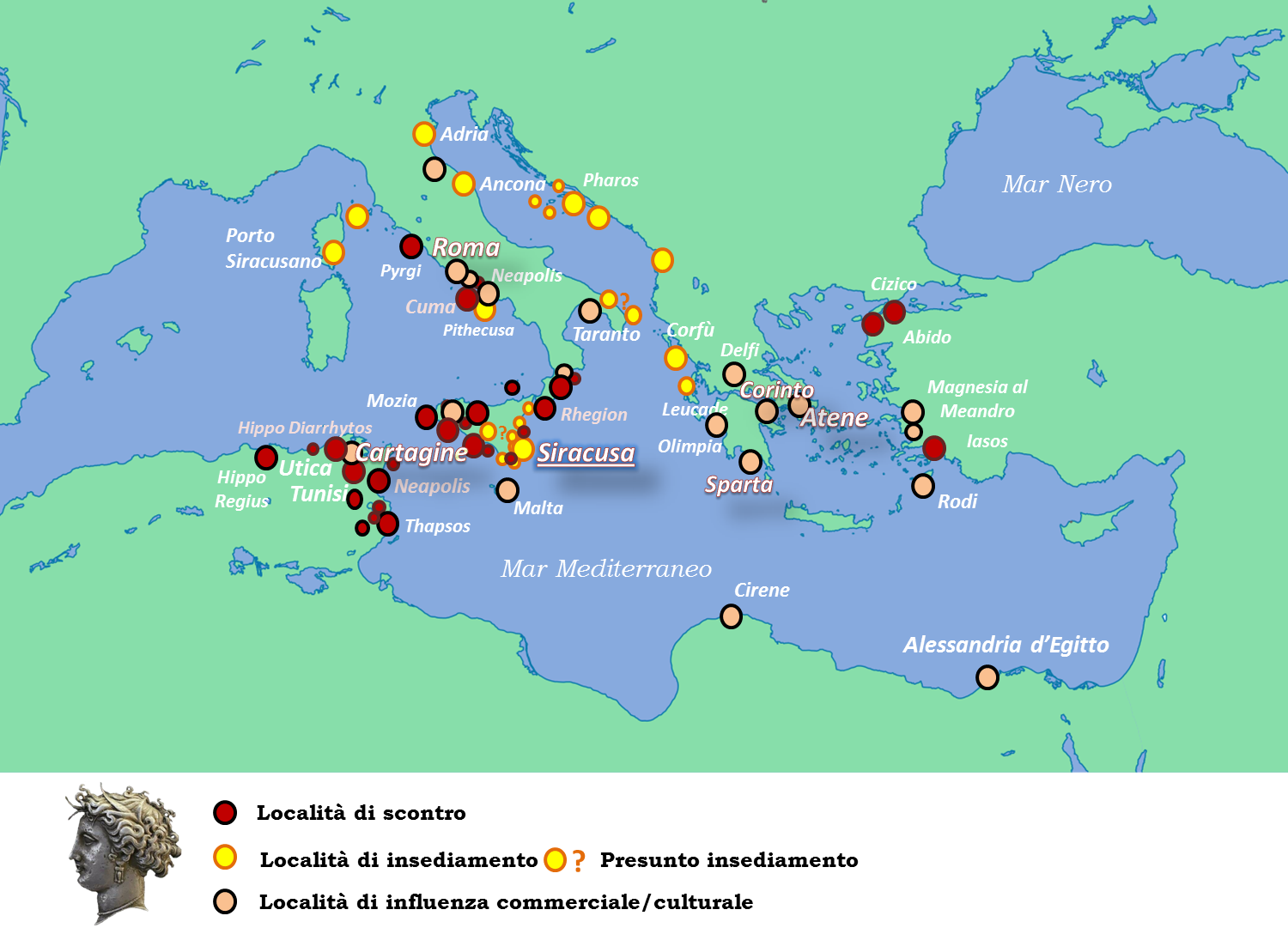
Il quadro geo-politico di Syrakousai (suoi scontri, sue fondazioni, suoi partner commerciali) prima delle guerre di Roma

Syrakousai aveva da tempo perso il dominio sulla maggior parte della Sicilia; perso la propria influenza militare e commerciale sulla Magna Grecia e perso anche la talassocrazia, costruita in età dionigiana e proseguita sotto Agatocle, sullo Ionio e in entrambe le sponde dell'Alto e del Basso mare Adriatico (ancora più antica era invece la perduta influenza dinomenide sul mar Tirreno).
Cartagine aveva conquistato quasi tutta la Sicilia (eccetto la parte orientale, sia a nord che a sud), mentre le città che si affacciavano sulle sponde adriatiche e ioniche erano in parte già state conquistare da Roma e in parte dalla stessa insidiate. 
La pentapoli si trovava stretta tra due fuochi, nessuno dei quali disposto a tollerarne l'egemonia, poiché in contrasto con le ambizioni delle due analleniche, o barbare, potenze. Ciononostante, quando a Gerone giunse l'ultimatum del console Appio Claudio Caudice, il basileus scelse ancora di restare con Cartagine e accettò quindi lo scontro per la conquista di Messana.

Il Mediterraneo occidentale poco prima dello scoppio delle guerre puniche, diviso tra le aree d'influenza greca, romana e cartaginese

Appio Claudio aveva portato con sé due legioni romane. Essendo Greci e Punici molto distanti tra loro, non poterono soccorrersi l'uno l'altro. Cosicché i Romani poterono affrontarli singolarmente. Il console dell'urbe scelse di affrontare prima i Siracusani di Gerone: riuscì a respingerli dalle mura di Messana fino al proprio accampamento. La battaglia non fu decisiva ma fu lunga, come afferma Polibio (che si affida probabilmente al resoconto di Fabio Pittore), e i Siracusani ebbero morti in battaglia, poiché questi furono spogliati sul campo dai Romani prima del ritiro delle truppe, mentre si sa che Gerone riuscì a catturare diversi soldati del console in quell'occasione (poiché questi saranno barattati in seguito tra le due parti).
Giunto il tramonto, Gerone prese la scelta di tornare alla pentapoli. I Cartaginesi, che non erano riusciti ad intervenire prima per soccorrere i Siracusani, rimasero soli e l'indomani vennero affrontati e vinti dai Romani, infliggendo però loro altre perdite. Il console si era rincuorato, afferma Polibio, dopo aver visto il ritiro del basileus.
Che la battaglia contro i Siracusani non sia andata propriamente per il verso giusto per Roma, lo si può apprendere, secondo gli storici moderni, sia dal fatto che ad Appio Claudio non fu concesso il trionfo sia dal fatto che l'anno successivo vennero spedite quattro legioni romane, invece delle due precedenti, con il compito di dissuadere anzitutto Gerone II dal continuare a mantenere la sua alleanza con Cartagine.
Secondo i frammenti diodorei, Gerone aveva interpretato il mancato immediato intervento degli alleati come un tradimento (dato dall'aver permesso ai soldati dell'urbe l'attraversamento dello Stretto), quindi non affrontò sulle colline peloritane i Romani, piuttosto egli se ne tornò in solitaria alla pentapoli (è stato suggerito anche che il non ricordo diodoreo del primo scontro fisico tra Gerone e Roma possa dipendere dal taglio di notizie effettuato dagli escertori della sua opera).
Rientra piuttosto nella formazione postuma del topos del Gerone amico dei Romani, e della storia tramandata dai vincitori, la notizia tradita dai romani Floro e Paolo Orosio, che fanno confessare a Gerone, ambedue, di essere stato vinto dal nemico così velocemente da non essere riuscito nemmeno a vederlo; in sostanza, secondo loro, ci fu uno scontro ma fu privo di violenza (il che contraddice persino Polibio, il quale, se pur con reticenza, parla di lunga battaglia, di morti e di prigionieri).

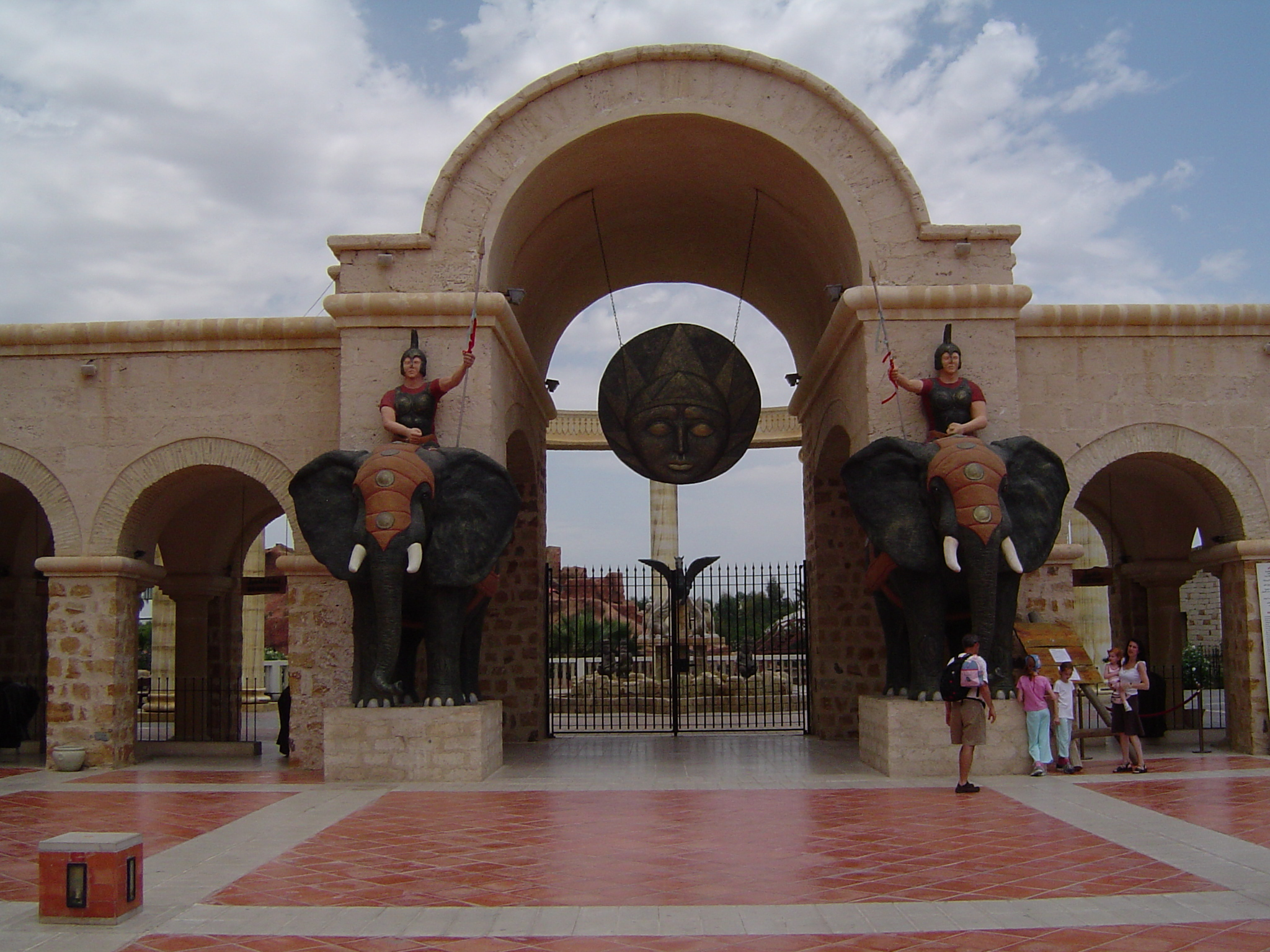
Un tripudio a Cartagine (suoi simboli) nell'odierna città tunisina di Hammamet, antico territorio punico

Non concorda con i due romani sopracitati il bizantino Zonara: egli fornisce nuovi particolari e sostiene, come Polibio, che Appio Claudio scelse di attaccare prima il campo di Gerone. La cavalleria dei Romani venne sconfitta dai Siracusani, mentre riuscì a trionfare la fanteria del console. Da qui l'indecisione di Gerone se proseguire o meno lo scontro; egli, dopo aver fatto riposare le proprie truppe sulle colline, ne stabilì solo in seguito il ritiro. Filino sostiene direttamente la sconfitta dei Romani per mano di Gerone, non spiegando tuttavia perché questi preferì infine rientrare a Syrakousai e lasciare Messana al console, venendo quindi accusato da Polibio di essere filopunico e quindi di mentire (Filino avrà difatti nella storiografia moderna l'appellativo di «partigiano risoluto dei Cartaginesi», trasferito poi a Diodoro).

#### La devastazione del territorio e l'alleanza con Roma
Nel 263 a.C. Roma spedì insieme a nuove legioni due nuovi consoli: Manio Valerio Massimo Messalla e Manio Otacilio Crasso. Nemmeno questa volta Cartagine riuscì a impedire ai nemici il passaggio dello Stretto, deludendo molto Gerone.

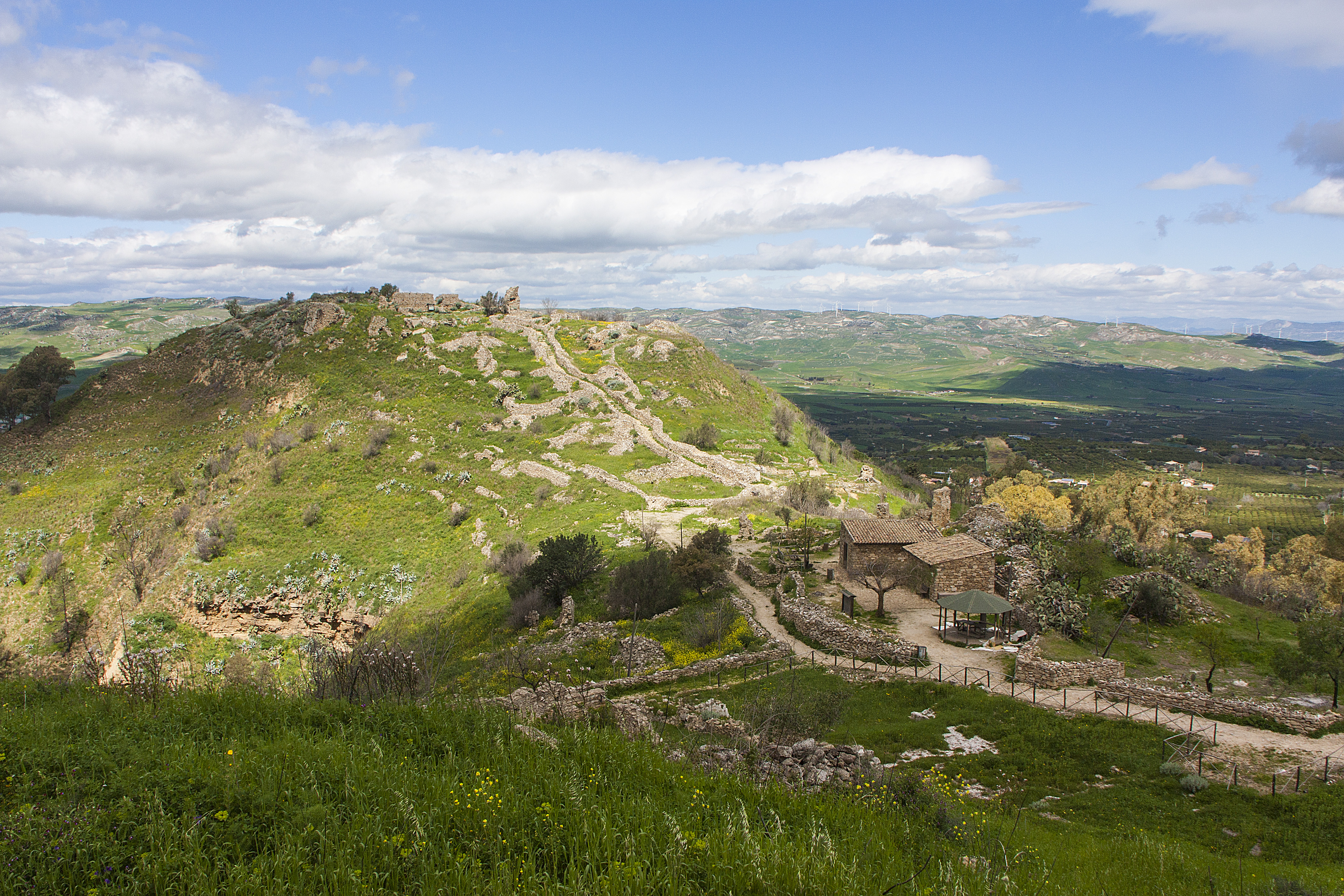
Le colline iblee di Occhiolà, antica Εχέτλα, roccaforte di Gerone II

Fino a quel momento, le città del territorio ieroniano non avevano patito l'irruenza dei Romani: nel 264 a.C. Appio Claudio Caudice, come affermano sia Diodoro che Polibio, aveva seguito Gerone nella strada del ritorno verso Siracusa; poi aveva assediato la città di Εχέτλα, ovvero la sicula Echetla (dai più identificata con Occhiolà, futura città esagonale di Grammichele), sui monti Iblei, ma questa seppe resistere al console. Anzi i Romani subirono in quell'assedio la perdita di molti soldati, cosicché il console se ne tornò a Messana e non osò attaccare oltre il territorio di Syrakousai.
Polibio fornisce una visione differente dei fatti: egli nomina Echetla (Εχέτλα), ma tace la sconfitta romana alle sue mura, inoltre sostiene che il console riuscì a portare la devastazione dentro il territorio ieroniano fino a porne d'assedio la capitale.
Nel 263 a.C. i Romani, con il console Manio Valerio Massimo Messalla, invasero nuovamente la Sicilia orientale e stavolta iniziarono a strappare a Gerone le città che si trovavano sotto la sua influenza. Messalla conquistò con la forza Adrano, sul monte Etna, e mentre assediava Centuripe, ricevette la resa di Halaesa, colonia di Erbita (alcuni storici si sono detti contrari a identificarla con Alesa Arconidea), imitata da molte altre città confederate sia dei Cartaginesi sia dei Siracusani, le quali non volevano subire lo stesso fato degli etnei.
Syrakousai venne assediata dalle quattro legioni romane (ciascuna composta da 4.000 fanti e 300 cavalieri), alle quali si erano aggiunte le forze belliche delle città che avevano tradito Gerone. Il basileus, vedendo il popolo della pentapoli sgomento per la situazione che si era venuta a creare, ritenne saggio non proseguire oltre le ostilità con i Romani e chiedere una pace separata.
Mentre Gerone spediva suoi emissari ai consoli, una flotta di Cartagine guidata da Annibale giungeva in suo aiuto, ma essa non fece in tempo, afferma Diodoro, a impedire che si concludesse la pace tra Latini e Sicelioti, per cui, saputolo, Annibale se ne tornò indietro, conscio della gravità della notizia.

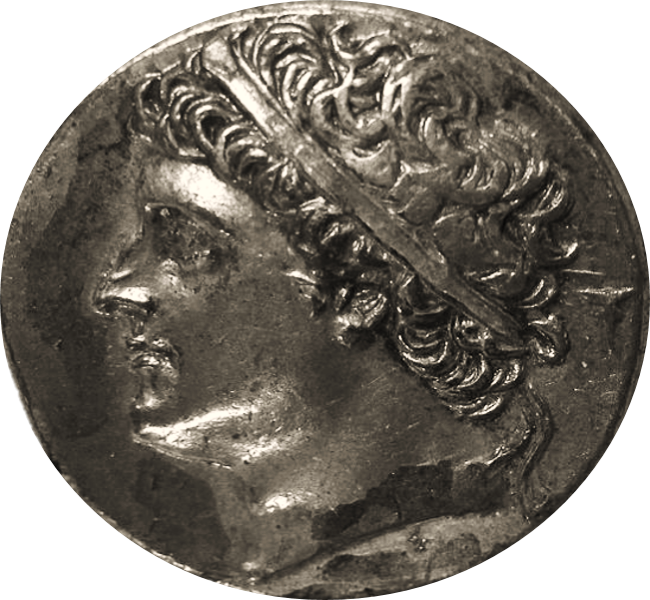
Un'altra effigie del viso di Gerone II su una moneta del suo regno (III sec. a.C., sita all'Altes Museum di Berlino)

Poiché i Romani non volevano fare la guerra ai siciliani, accettarono di lasciare in pace la patria di Gerone, ma a condizioni parecchio pesanti: anzitutto doveva porre termine la sua alleanza con Cartagine (a Roma i suoi favori); doveva restituire ai consoli i prigionieri di guerra, senza chiedere riscatto; doveva inoltre versare un ingente tributo in denaro: una parte subito e un'altra dilazionata per 15 anni. In cambio Roma avrebbe lasciato a Gerone l'indipendenza sia su Syrakousai sia su una parte del territorio ad essa circostante: questo venne praticamente dimezzato rispetto ai confini abituali su cui avevano regnato in precedenza i governi della pentapoli. Gerone accettò, l'assedio fu tolto.
Le parole di Polibio e di Diodoro sul trattato quindicennale vengono confermate dallo scritto di Zonara, quando questi rende noto che i Romani stipularono con Gerone una φιλία ἀίδιου (Romani perpetuam cum Hierone amicitiam), con la quale il basileus non doveva più pagare alcun tributo all'urbe (sanxerunt remissis tributis annuis); ciò accadeva nell'anno 248 a.C., ovvero 15 anni dopo i fatti del 263 a.C.

#### Nuovi confini e lex Hieronica

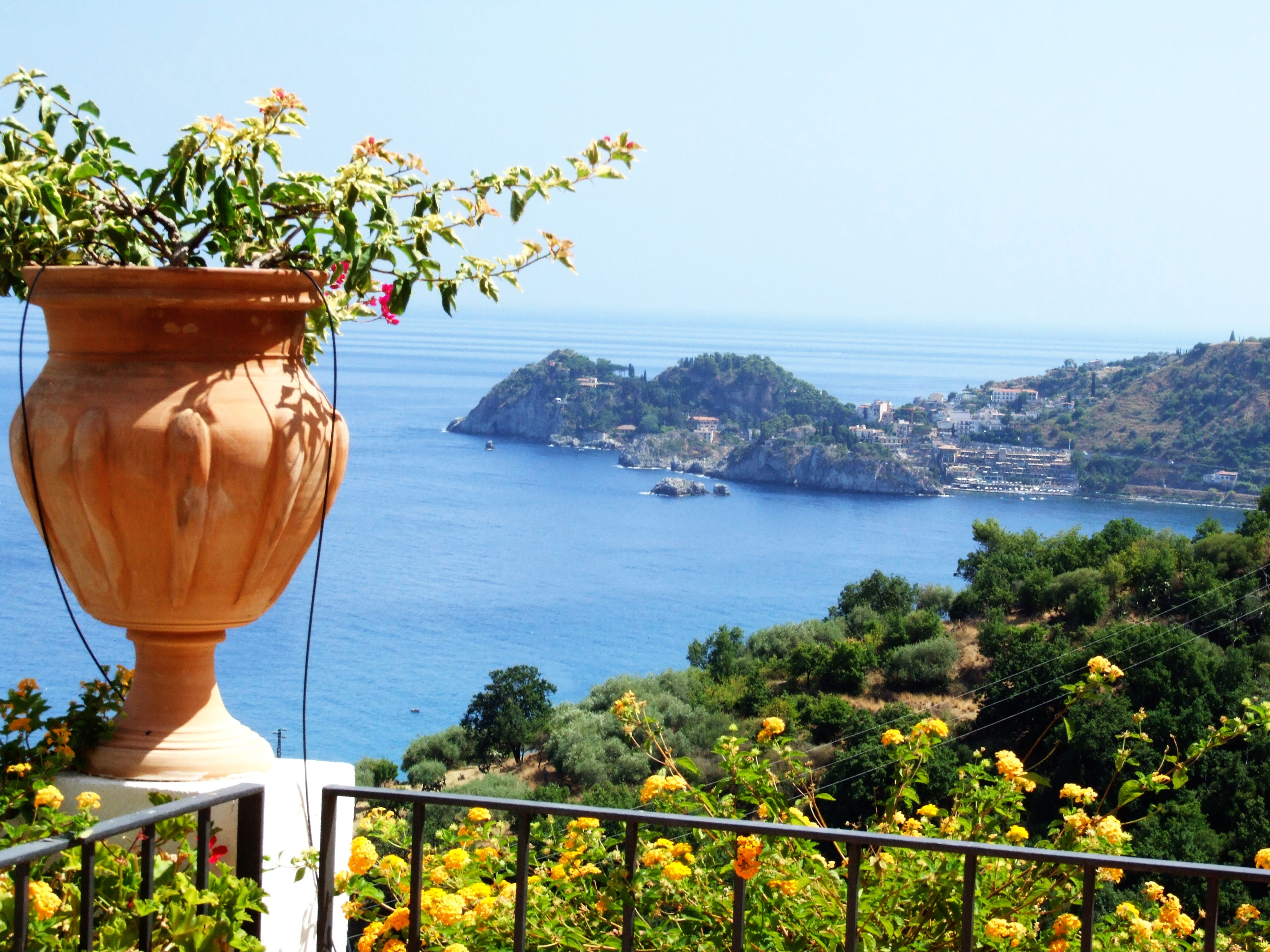
Veduta su Capo Mazzarò, Taormina; un tempo confine settentrionale della nuova basileia di Gerone II

Diodoro elenca i confini esterni della nuova basileia (bασιλεία) ieroniana: oltre Syrakousai essa comprendeva i centri di Akrai (Palazzolo Acreide) a nord-ovest, Neeton (Noto) ed Eloro a sud, Megara Iblea, Leontinoi e Tauromenion a nord.
A questi centri, se pur non nominati nei frammenti diodorei, vanno aggiunti quelli della lunga frontiera interna, che per la loro posizione naturale si trovarono a far parte del regno di Gerone: Menai e Grammichele/Echetla a sud della valle del Margi, sita tra i monti Erei e i monti Iblei (area dell'odierna Caltagirone, in seguito inglobata nel catanese); più verso l'interno, nell'ennese, Morgantina (città di confine tra la provincia romana siciliana e la basileia siracusana) e, probabilmente, anche Erbesso (identificabile forse con Montagna di Marzo) e Agira, anch'essi nell'ennese.
Questi confini dell'entroterra spiegherebbero inoltre l'abbondanza di grano (Triticum) di cui godeva il regno di Gerone; famoso per le sue esportazioni frumentarie: già prima della guerra con i Romani, Gerone esportava verso l'urbe il suo grano; lo fece anche in seguito e con maggior frequenza. Fondamentali i suoi apporti ai soldati di Roma sia nel continente (ad esempio nelle guerre contro i Galli), sia nell'isola, come testimoniato, tra gli altri, da Tito Livio.
Le quantità di grano esportate erano considerevoli a tal punto che fu questo il periodo nel quale iniziò a formarsi il topos di una Sicilia granaio di Roma, suggellato in seguito dal concetto espresso da Marco Porcio Catone: «nutrix plebis romanae» (nutrice della plebe romana), citato da Cicerone.
Ma i suoi carichi di cereali giungevano fino in Egitto, alla corte dei Tolomei, servendo anche le isole della Grecia. L'Attica ricorreva spesso al grano siciliano, rifiorito proprio con Gerone II, che mise fine al periodo di carestia precedente, dovuto alle guerre protratte dai passati tiranni siracusani sui campi dell'isola. I carichi frumentari ieroniani erano così abbondanti da far avvalorare i racconti sulla costruzione di una flotta granaria da parte del basileus.
Il potere di Gerone, se pur dimezzato, si estendeva fino a quella parte della Sicilia che nell'antichità veniva detta Mεσόγεια (Mesogheia), letteralmente «Terra di mezzo», comprendente le popolazioni indigene della Sicilia centro-meridionale e i loro campi molto adatti alla coltivazione.
Non a caso Enna era il centro antico del culto di Demetra e Kore (la Cerere e la Persefone romane), dee del raccolto, il cui legame con Syrakousai diventa evidente nella cultualità della pentapoli che lega le sue ninfe alla terra ennese e tramanda come i Sicelioti fossero stati i primi ad aver ricevuto il dono della coltivazione del grano (la cui biologia veniva già adorata ad Enna, come ad Eleusi, nei misteri), poiché abitavano il paese più sacro alla dea. Gerone II, conscio della grande importanza di questo culto per il popolo delle sue terre, era molto legato alla sacralità delle dee cerealicole: ad Akrai fece costruire anche un tempio dedicato a Demetra e Kore, detto Thesmophorion. Nella stessa capitale, sempre il medesimo culto, era molto sentito: i tiranni di Siracusa da secoli si dicevano ierofanti di Demetra, ed essi, al momento della loro incoronazione, venivano portati dal popolo al santuario della dea per prestare giuramento di fedeltà di fronte alle sue insegne sacre.
Dai Romani è giunto il nome di Lex Hieronica; una legge finanziaria frumentaria che si fa risalire a Gerone II di Siracusa. Con essa i consoli raccoglievano la decima di ogni raccolto siciliano in base alla produzione, la cui pratica si sostiene venne introdotta da Gerone già nel 270 a.C. Questa legge sarebbe stata la fonte della ricchezza dell'ultimo periodo indipendente di Syrakousai e dei granai che facevano capo a essa. Si ritiene inoltre che il basileus, dati i rapporti della pentapoli con la dinastia tolemaica, abbia tratto ispirazione per questa normativa dai νόμοι τελεωνικοί di Tolomeo Filadelfo; leggi doganali egiziane.
La paternità di questa legge attribuita a Gerone II si fonda su basi solide: il basileus, infatti, vedendo i propri confini ridotti, e senza ulteriore possibilità di espansione, si dedicò intensamente a far fruttare al meglio le sue terre: Gerone scrisse trattati di agricoltura (secondo Marco Terenzio Varrone egli era persino uno dei pochi autori degni di essere letti sull'argomento) e fece costruire grandi granai o horreum (prove archeologiche di ciò sia a Morgantina che nell'isola di Ortigia). Investì pesantemente sull'agricoltura, facendola divenire il fulcro del suo successo economico.
Oltre la copiosa produzione di grano, nel regno di Gerone II merita una menzione a parte la produzione di miele; molto famoso era tra gli abitanti del Mediterraneo il miele ibleo (specialmente tra i Romani), così chiamato perché proveniente dalle antiche e perdute città di Ibla; molto probabilmente ricadenti, sotto altro nome, anch'esse, o qualcuna di esse, nella nuova basileia ieroniana (ad esempio Megara Iblea e il suo territorio).

#### Conseguenze del patto con Roma
Ponendo fine alle ostilità con Roma, Gerone II, come notano gli storici odierni, ottenne la pace e la prosperità della sua basileia, tenendola fuori dalle dispute tra Cartaginesi e Romani, impegnati a contendersi il resto dell'isola. Risparmiandole 24 anni di guerra continui, tutti su suolo siciliano, durante i quali scomparvero numerose città e la Sicilia centro-occidentale venne gravemente sconvolta.

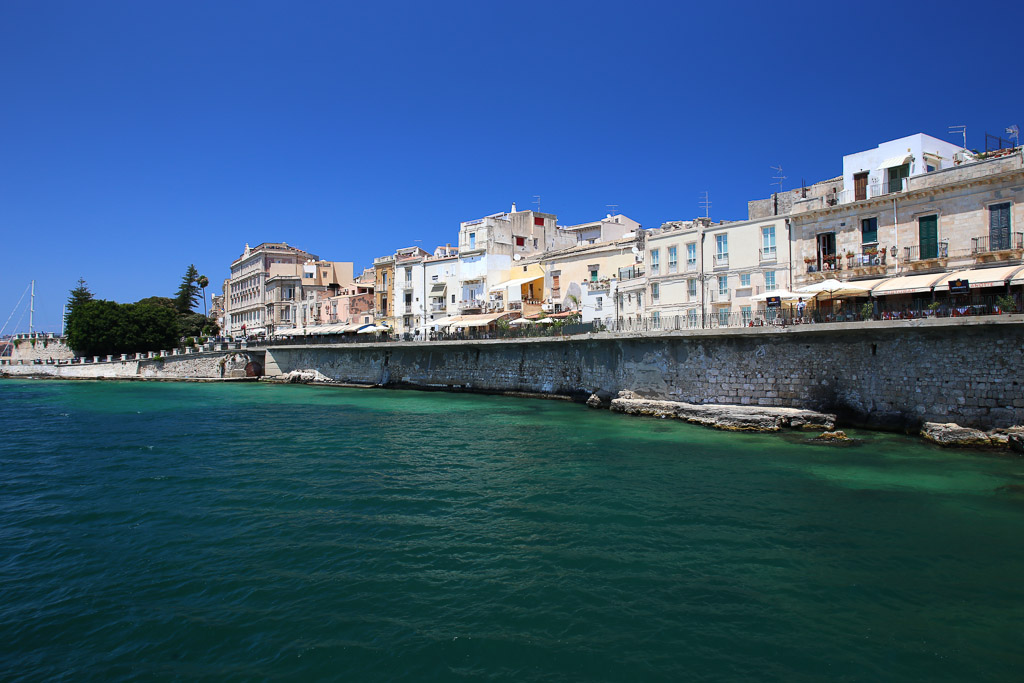
Lungomare Alfeo, isola di Ortigia. Un tempo l'isola di Syrakousai era unicamente abitata dai tiranni e dai basileus; Gerone II vi restaurò il palazzo reale di Dionisio I e ne fece la sua dimora

È altrettanto vero che così facendo accelerò il processo che avrebbe portato l'intera Sicilia a divenire un possedimento di Roma (la sua prima provincia). Infatti, Gerone, non soltanto smise di ostacolare le mosse dei consoli, ma ne divenne indubbiamente un prezioso alleato; lo fece, probabilmente, per onorare il trattato, rinnovato nel 248 a.C., al quale egli sarebbe rimasto fedele per tutta la vita.
L'orientamento politico di Gerone, definitosi durante il primo conflitto punico-romano e non più mutato, ha sollevato comunque delle obiezioni sia tra gli antichi che tra i moderni storici: Pausania il Periegeta, che gli dedica poche righe, lascia di lui un'immagine di un opportunista, in estrema sintesi. Abilmente - sottintesa la spregiudicatezza -, dice il Periegeta, il Siracusano prima passa dal lato degli acerrimi nemici dei Sicelioti, i Cartaginesi, poiché questi avevano in mano quasi tutta l'isola, poi, dopo aver visto che i Romani rappresentavano il miglior partito, passa dalla loro parte. Tacendo tutto il resto, e con tali parole, Pausania naturalmente denota una forte criticità nei riguardi del sovrano ellenistico (difatti ne fa terminare il regno, tra l'altro erroneamente, con un omicidio per mano degli odiatori del suo governo, che egli identifica come una tirannide e non come una basileia legittimata).

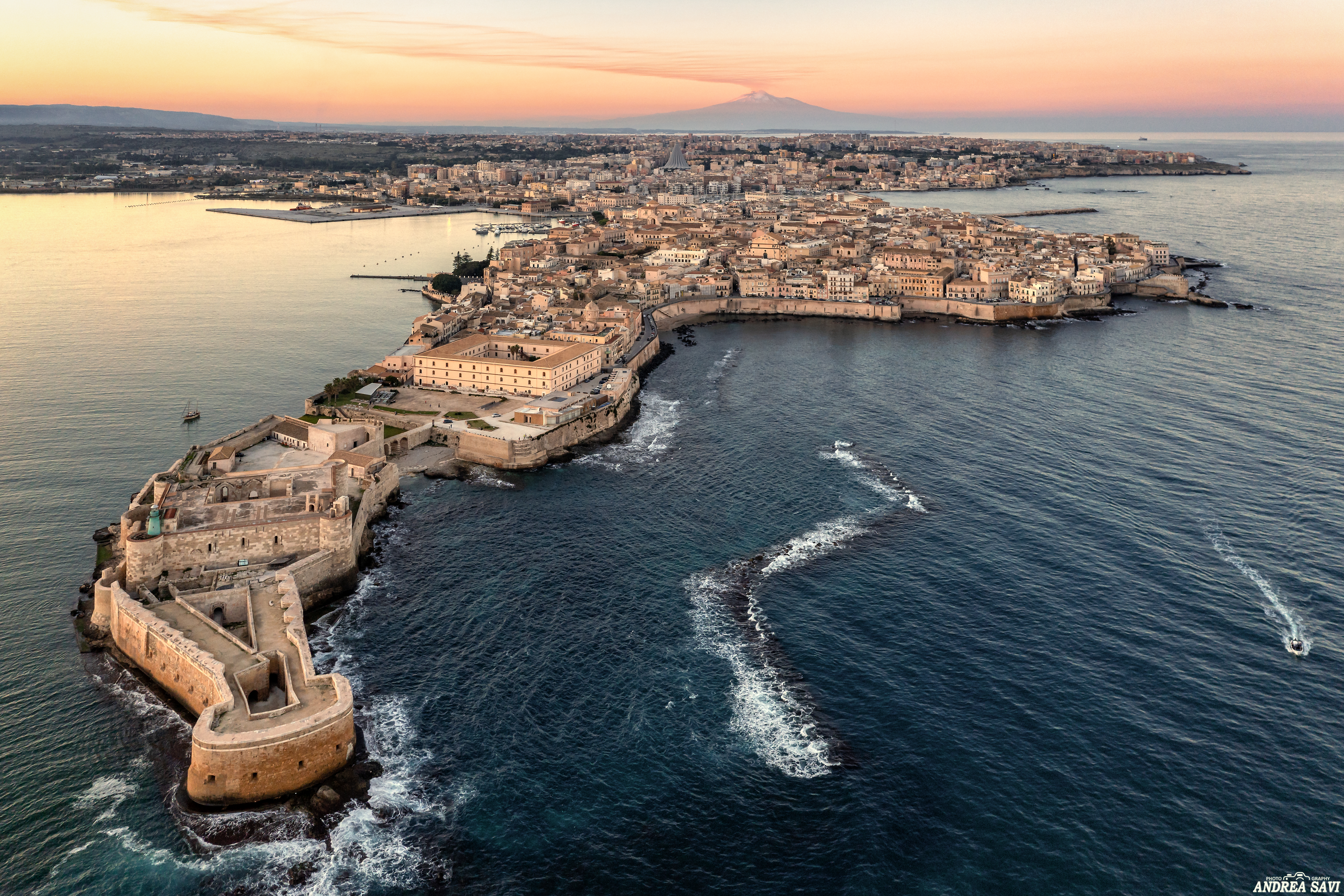
Veduta odierna sul promontorio di Ortigia; parte dell'antica Syrakousai, patria di Gerone II

Altri studiosi odierni hanno invece sostenuto che Gerone, nonostante il patto perpetuo con i consoli, non fosse asservito ai Romani né fosse da questi ideologicamente conquistato (è stato definito anche come uno «splendido signore all'ombra di Roma»), ma che in realtà ci tenesse in modo particolare a una politica dell'equilibrio tra gli Stati; equilibrio che egli volle mantenere aiutando anche Cartagine; fece ciò durante la guerra dei mercenari. Tale asserzione sulle mosse del basileus trova origine direttamente in Polibio; osserva a tal proposito il filosofo e giurista statunitense Henry Wheaton, il quale cita lo storico di Megalopoli su Gerone:

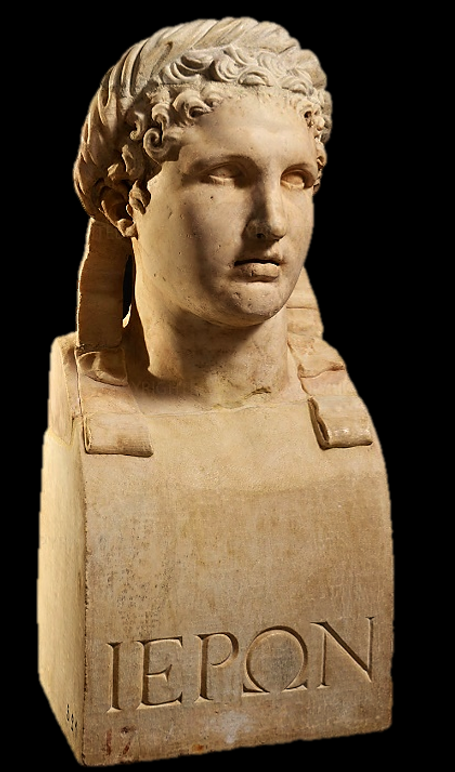
L'erma di una divinità o di una personalità eroicizzata, rinvenuta a Roma, sulla quale è stato impresso il nome di IEΡΩN, probabile riferimento a Gerone II di Siracusa

Una delle maggiori studiose contemporanee di Gerone II, Giovanna De Sensi Sestito, nei suoi scritti sottolinea come, contrariamente a quanto sostenuto dal topos letterario del basileus fedelissimo alleato dei Romani, fin da subito, questi divenne alleato di Roma solamente nell'anno 241 a.C., quando si concluse la prima guerra punica, sostenendo la notizia che si apprende sia da Appiano di Alessandria sia da Giovanni Zonara, i quali differenziano il concetto di «alleato» da quello di «tributario» (263 a.C.) e «amico» (248 a.C.).
Di questa alleanza, stipulata al momento della sconfitta dei Punici, si apprende ciò che Roma si impegnava a fare per il regno di Gerone, ovvero proteggerlo da eventuali attacchi di Cartagine. Come una sorta di garante per i siciliani, l'urbe infatti mise nell'accordo di pace con i Cartaginesi la seguente clausola:
(Polibio, Ἱστορίαι, I 62.8, accordo di pace tra Romani e Cartaginesi, clausola su Gerone.)
È stato osservato che se i Siracusani si fossero attenuti alla politica ieroniana, anche dopo la scomparsa del suo ideatore, anziché unirsi nuovamente a Cartagine, per la brama di rivalsa (provocando stavolta la severissima reazione di Roma, nuovamente in guerra contro i Cartaginesi), con ogni probabilità il destino della pentapoli sarebbe stato quello di continuare a prosperare nei secoli. Proseguendo sui passi di Gerone II, Syrakousai sarebbe rimasta il fulcro della cultura ellenistica nel Mediterraneo e la sua economia sarebbe rimasta più che florida, sul modello di Marsiglia e di Rodi, prospere città-stato, indipendenti anche durante il dominio romano delle loro rispettive regioni.

### Archimede e Gerone II
(Archimelo di Atene, epigramma encomiastico per Gerone II e l'opera archimedea, la nave Syrakosía.)
Sulle origini di Archimede, il matematico più famoso dell'antichità, vi è molta incertezza (il mistero è già nel suo nome, poiché esso deriva dalle radici archos, cioè capo, duce, signore o eccellenza, e da medomai, quindi intelligenza, pensiero). Di lui si sa certamente che difese fino all'estremo la sua patria, Syrakousai, e che, prima di ciò, fu un prezioso compagno di Gerone II; autori come Plutarco hanno persino sostenuto una consanguineità tra i due.

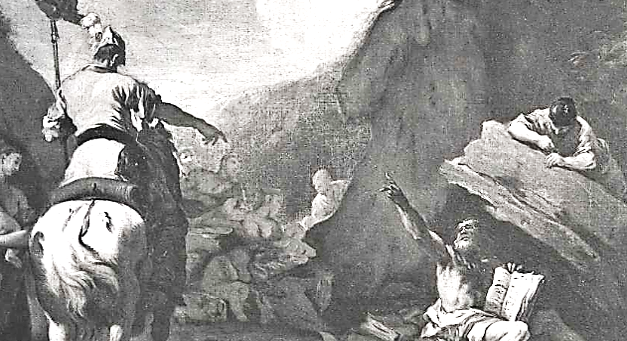
Nel dipinto di Sebastiano Ricci l'incontro tra Gerone II e Archimede; la scena è puramente immaginaria, poiché in base alla tradizione Archimede era ben più giovane di Gerone, ma lo scopo dell'artista è mostrare l'alleanza tra il basileus e il genio, che si rivelerà fondamentale per la difesa di Syrakousai

Secondo le fonti plutarchee, Archimede faceva parte del consiglio ieroniano dei philoi kai syngheneis (amici e parenti), ed era inoltre mentore personale del basileus. Dalle parole dello stesso Archimede nell'Arenario - opera ad egli attribuita - si suppone possa essere stato anche il precettore di Gelone II, figlio di Gerone II, con il quale pare abbia condiviso la sua passione per l'astronomia e per la matematica (Archimede dedica la sua opera al giovane Gelone e lo chiama «mio re»).

#### Le costruzioni archimedee per Gerone II
Archimede, su insistenza di Gerone, distolse il suo sguardo dalle stelle, come dice Plutarco, per posarlo su questioni più materiali e di comune utilità per il popolo del basileus. Gerone, infatti, in tempi non sospetti, vigendo allora la pace nella polis, gli chiese di costruire numerose opere difensive. Vennero tirate su tutte quelle macchine d'ingegneria e ordigni bellici che decenni dopo avrebbero fatto impazzire i Romani, divenuti assedianti, facendoli esclamare che «sembrava di lottare non contro uomini, ma contro dèi, tanti erano i danni che subivano da un nemico invisibile» (e la loro sorpresa nel constatare che dietro tutto ciò vi fosse la mente di un solo uomo).
Le sue macchine non ebbero un nome, né una spiegazione scientifica, rende noto lo storico di Cheronea, poiché egli considerava la costruzione di opere meccaniche dallo scopo bellico e immediato come un'attività ignobile e grossolana. Un concetto che tuttavia mal si adatta ad Archimede, mentre sembra riflettere il pensiero plutarcheo, a sua volta formatosi a causa di Platone, il quale un tempo reputò la meccanica come corruttrice della geometria, ritenendo le due discipline non paragonabili.
Anche la bilancia idrostatica potrebbe essere un'invenzione di Archimede nata per risolvere un problema di Gerone II: l'architetto romano Vitruvio, nel suo De Architectura, descrive l'immagine di un Archimede distratto, che grida «eureka» (ho trovato) mentre corre nudo in giro per la pentapoli, tenendo in mano la corona di Gerone II, consacrata agli dei; questa corona il re temeva essere falsa, non in oro, e aveva chiesto al suo consigliere d'eccezione di risolvergli tale enigma. Vitruvio allora dice che lo scienziato si immerse nella vasca da bagno con la corona, riuscendo a scoprirne l'esatto peso. Più probabile è invece che Archimede abbia adoperato proprio una macchina per risolvere il problema del suo sovrano. Ciò non toglie che il momento eureka sia comunque legato all'immersione del corpo di Archimede in acqua e alla sua folle corsa tra le vie di Syrakousai, quando questi, entusiasta, si era reso conto di aver scoperto la legge della fluidostatica che, per l'appunto, prende il nome di principio di Archimede.
Plutarco afferma che Gerone venne affascinato dal genio archimedeo nel momento in cui questi esclamò che se gli avessero dato un punto d'appoggio (una macchina chiamata leva) egli avrebbe fatto spostare (o sollevare) la Terra, inteso come l'intero pianeta. Allora tra i due incominciò una proficua collaborazione che nel 240 a.C. portò, tra le altre cose, al varo di quella che è stata definita la nave più grande del mondo antico: la Syrakosía, in seguito ribattezzata Alexandrís poiché donata dal basileus ai faraoni d'Egitto.

#### Il rapporto con L'Egitto dei Tolomei

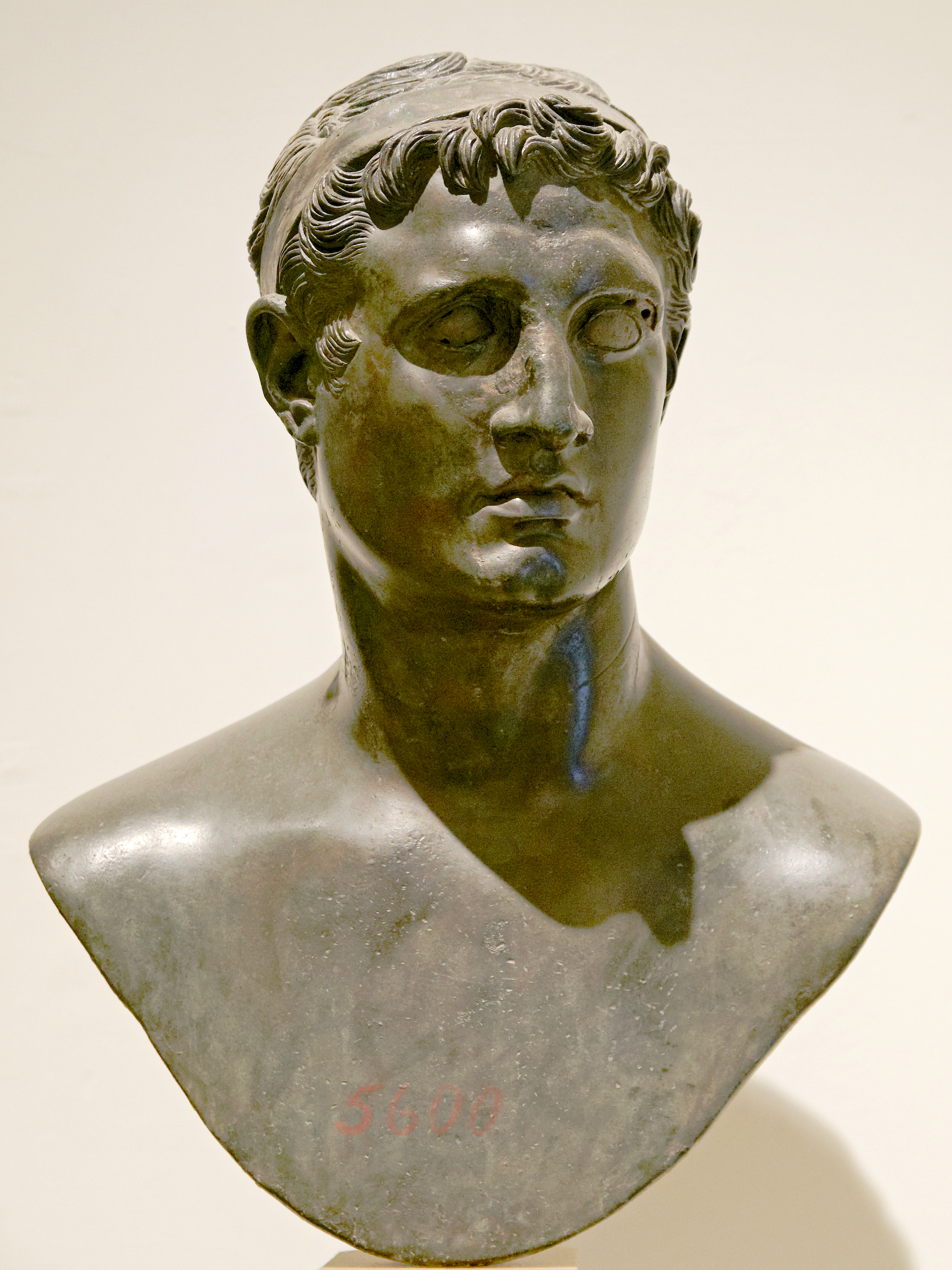
Busto di Tolomeo II Filadelfo. Gerone II portò avanti i rapporti tra la Sicilia e l'Egitto instaurati tempo prima da Agatocle

Non vi è certezza su chi fosse il faraone beneficiario del dono siracusano: alcuni sostengono si trattasse di Tolomeo Filadelfo altri dicono fosse Tolomeo Evergete. Il Filadelfo fu comunque quello che certamente regnò in Egitto in contemporanea di Gerone in Sicilia; lo si apprende da un Idilli#Idilli di Teocrito; poeta bucolico aretuseo alla corte alessandrina di questo sovrano, mecenate degli artisti.
La nave viene descritta come una vera e propria domus aurea o palazzo galleggiante; così grande da poter trovare posto solo nei porti di Siracusa e di Alessandria d'Egitto. Con i suoi giardini, i suoi bagni caldi, i suoi ginnasi, le sue prigioni, le sue stalle e magazzini, i suoi sistemi difensivi, il suo tribunale retto dalle leggi siracusane e persino il suo tempio dedicato ad Afrodite, la nave è stata definita da alcuni studiosi odierni come una riproduzione fisica della struttura ideale del regno di Gerone II e delle attrattive della sua capitale.
Non è un argomento sviscerato o studiato con attenzione in epoca moderna, ma a quel tempo, la cantieristica navale di Syrakousai, sia in pace sia in guerra, e di Alessandria, raggiunsero livelli qualitativi così elevati da divenire oggetto di simposi tra gli eruditi antichi.
I rapporti di Archimede con la capitale d'Egitto pare andassero al di là dell'essere consigliere e compagno di Gerone. L'immensa biblioteca di Alessandria (fondata e curata dal Filadelfo) era il fulcro degli antichi studiosi e si sostiene lo sia stato anche per il genio archimedeo, che Diodoro colloca per numerosi anni proprio ad Alessandria d'Egitto, prima della notorietà finale a Siracusa. Il matematico, anche dopo il suo rientro in patria, pare si dilettasse a porre impossibili enigmi ai colleghi di Alessandria, ai quali spediva delle lettere scientifiche per esortarli a seguirlo nei suoi ragionamenti, spesso per loro indecifrabili.
Gerone si trovava invece la strada già spianata dai precedenti legami creati con l'Alessandria ellenistica dal tiranno e basileus Agatocle, il quale era riuscito decenni prima a imparentare la dinastia siracusana con quella del diadoco di Alessandro Magno, Tolomeo I d'Egitto, stipulando un'alleanza (la qual cosa non comportò però mai la salita al trono aretuseo di un discendente tolemaico-agatocleo). E poiché Gerone riconosceva nella sua basileia il seguito regale di quella agatoclea, felicemente ne proseguì le influenze ellenistico-orientali. Con il secondo basileus siracusano, i rapporti tra Egitto e Sicilia raggiunsero il culmine.
Non sapendo né come né quando la pianta più caratteristica del Basso Egitto, ovvero il Cyperus papyrus, abbia trovato dimora a Siracusa (diventandone uno dei simboli), alcuni storici odierni sostengono che sia stata un dono di Tolomeo Filadelfo a Gerone II, per ringraziarlo, avendogli a sua volta fatto omaggio della titanica nave, ricolma d'ogni bene.

### La visita di Gerone II a Roma nel 237 a.C.

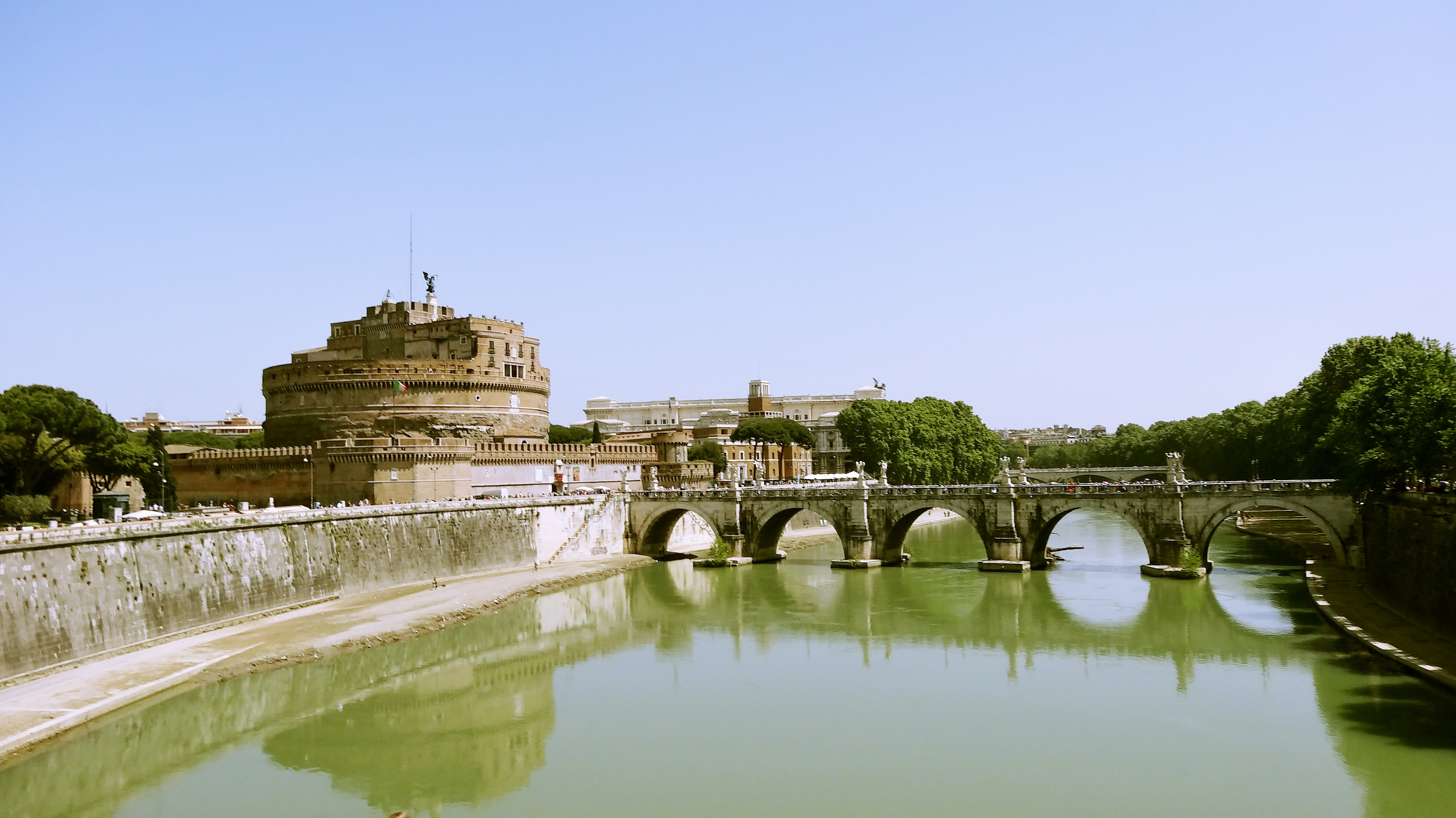
Il Tevere nei pressi di Castel Sant'Angelo di Roma. Gerone II risalì il fiume con le sue navi cariche di grano; egli fu il primo sovrano ellenistico a visitare la capitale italica

Nel 237 a.C., mentre il suo regno viveva in pace, Gerone II viene invitato nella Roma repubblicana, sotto il consolato di Lucio Cornelio Lentulo e Fulvio Flacco, per assistere in maniera ufficiale ai ludi scenici. Questi giochi, da qualche tempo, venivano dai Romani organizzati alla maniera dei Greci, con spettacoli teatrali, cosa gradita a Gerone, che non faceva mistero del suo amore per il teatro.
Il basileus giunse all'interno dell'urbe dalla foce del fiume Tevere, collegamento portuale fondamentale di Roma (soprattutto dopo che avverrà il suo potenziamento con la costruzione di Porto, nell'antica Ostia). Al suo seguito vi erano le navi regie, le quali contenevano 200.000 moggi di grano, da distribuire in dono alla popolazione romana.
Era una visita importante per Roma, poiché era quella la prima volta che un sovrano ellenistico, un epigono di Alessandro Magno, varcava in maniera pacifica le sue porte.
Alcuni storici moderni hanno ipotizzato che questa potesse essere una sorta di visita "riparatrice", poiché Gerone, terminata la prima guerra romano-punica, era andato ad aiutare Cartagine, rifornendola di viveri, la qual cosa pare che avesse inquietato l'alleato romano. Ma altri studiosi colgono invece nella venuta del Siracusano l'occasione per Roma di dimostrare alla Sicilia e alla Magna Grecia il buon operato dei Romani, il loro grado di civiltà raggiunto e la loro benevolenza verso l'elemento greco.
Il senato romano, grazie all'alleanza con Gerone, viene riconosciuto come amico e protettore degli Elleni. Ben distante dalla potenza imperiale e dittatoriale che diverrà in seguito, Roma era nell'epoca ieroniana particolarmente attenta a non ledere le autonomie delle polis; si era da poco affacciata sul mondo greco, rimanendone subito affascinata. Il legame di amicitia con il basileus siciliano le dava sicurezza.

### Ultimi anni e tragico epilogo della dinastia di Gerone II

#### Scambio di doni con Roma

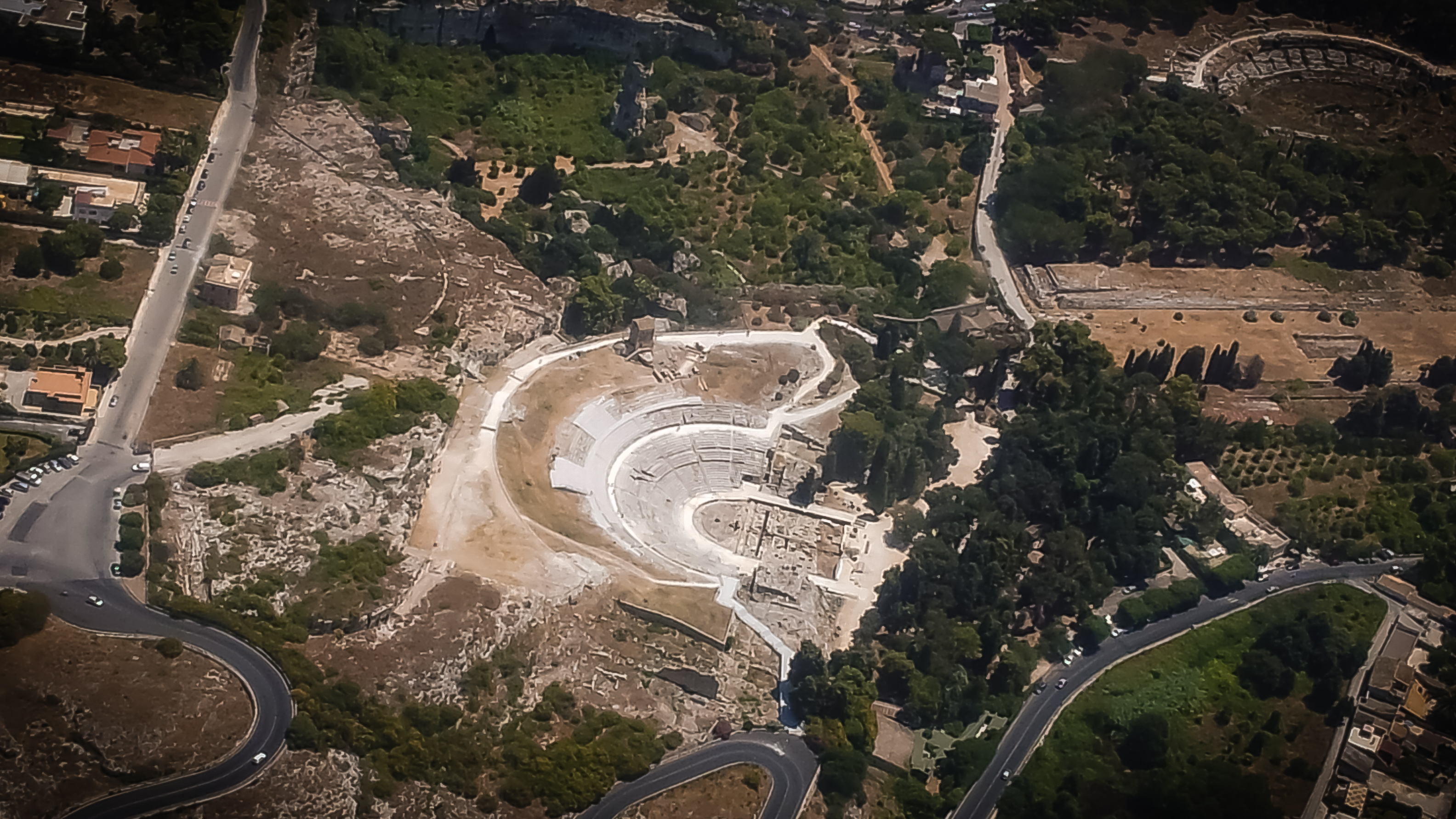
L'area archeologica di Siracusa vista dall'alto: Gerone II si dedicò molto a ristrutturarla; a lui viene attribuita la costruzione della lunga ara che difatti porta il suo nome; alla sua dinastia sono invece attribuite le epigrafi rinvenute sui gradini del teatro greco

Dopo il 237 a.C. i rapporti tra Roma e Gerone furono più che cordiali: quando l'urbe affrontò le truppe dei Celti, nella conquista romana della Gallia Cisalpina, Gerone II, ormai completamente distaccato dall'antica politica siracusana (la quale in età dionigiana era stata alleata dei Celti e con Agatocle era stata alleata di Apuli e Lucani, proprio per porre un freno, in entrambi i casi, all'espansione di Roma in Italia), si mostrò ancora una volta fedele alleato dei consoli, spedendo all'urbe ingenti donativi cerealicoli, aiutandola così a sostenere le spese di guerra.
Nel 221 a.C. il senato romano, come ringraziamento per il contributo alla conquista della Gallia, fece giungere al socius atque amicus le spoglie dei Celti e degli Illiri. Gerone allora le fece collocare al tempio di Zeus Olimpico. Questa notizia di ricompense, tradita da diversi storici antichi, denota un coinvolgimento di Gerone anche nelle guerre illiriche, il cui ruolo però sfugge del tutto. De Sensi Sestito ha ipotizzato che il basileus, per ricevere le spoglie del nemico, abbia apportato inoltre all'urbe forze militari e che lo abbia fatto per difendere le colonie adriatiche siracusane, rimaste vitali, di Ancona e Issa. A tal proposito si sostiene che, probabilmente, l'interesse politico siracusano nel III secolo a.C. coinvolgesse ancora la Dalmazia, giustificando l'intervento ieroniano a fianco dei Romani contro gli Illiri.
Gerone fu ancor più generoso nei riguardi dei Romani quando questi vennero sconfitti nel 217 a.C., nella battaglia del lago Trasimeno, per mano dei Cartaginesi di Annibale, durante l'avvio della seconda guerra punica: secondo Tito Livio, il basileus, per consolare l'alleato, inviò dentro l'urbe 300.000 moggi di grano e 200.000 di orzo, accompagnati da una Nike (Vittoria) in oro, dal peso di 220 libbre. Inviò anche 1.000 frombolieri. Il dono venne sentitamente accettato e la statua della Nike venne posta al tempio di Giove Capitolino. Solamente l'anno prima, nel 218 a.C., informa Tito Livio, il basileus si era recato a Messana con una squadra di 12 navi, offerta benevolmente al console Tiberio Sempronio Longo, al quale disse che sarebbe stato disposto persino a combattere fisicamente al fianco dei Romani, dinanzi alla nuova minaccia rappresentata da Annibale; si recò quindi con Tiberio presso Lilibeo, centro romano della Sicilia occidentale, dove avvenne uno scontro navale, vittorioso per i Romani e per Gerone.

#### Dinamica dinastica di Gerone II e sua fine
Nel corso della sua vita, Gerone II ebbe tre figli; un maschio e due femmine. Di loro si conosce molto poco. Stando all'Arenario di Archimede, il figlio maschio, che per seguire la tradizione dinomenide fu chiamato Gelone, era stato associato al trono intorno all'anno 240 a.C.; si hanno delle monete con la sua effigie e il titolo di basileus. Secondo Tito Livio, Gelone II, a un certo punto si distaccò dalla politica filoromana del padre e incominciò ad appoggiare il partito filocartaginese, che nella pentapoli aveva il suo rilevante seguito. Non concorda però Polibio, il quale lo dice obbediente e affezionato al padre e per questo rispettoso dell'alleanza con i Romani.
Gerone combinò un matrimonio per il figlio con la famiglia reale degli Eacidi d'Epiro: Gelone sposò la principessa Nereide. Le fonti antiche la indicano chi come figlia di Pirro e chi come figlia di Pirro II, figlio di Alessandro II re d'Epiro, nipote di Agatocle di Siracusa (molto più probabile, per motivi cronologici, questa sua origine). Con tale unione, Gerone legittimava ulteriormente la sua basileia, continuando la medesima parentela con i sovrani ellenistici instaurata da Agatocle, unendosi di più al primo basileus di Sicilia. La coppia ebbe a sua volta due figli: Geronimo e Armonia (da escludere, secondo gli studiosi moderni, l'ipotesi che con questo matrimonio Gerone II volesse andarsi ad insinuare sul trono d'Epiro, tra l'altro abolito dopo gli sconvolgimenti che interessarono quella regione nel III secolo a.C.).
Nel 216 a.C. Gelone II morì prematuramente e in maniera misteriosa; gli antichi tacciono su quel che gli accadde. Tuttavia, essendo giunta la notizia di un suo accostamento alla fazione annibalica (si è anche sostenuto che egli avesse già intrapreso oscure trame con Annibale ai danni di Roma), collegando la sua morte alle agitazioni politiche di Syrakousai: sempre più tentata di unirsi ad Annibale, specialmente dopo la pesantissima sconfitta inflitta ai Romani nella battaglia di Canne. Tito Livio afferma che Gerone venne sospettato dal popolo di aver persino ucciso il figlio pur di mantenere intatta l'alleanza con Roma; un'accusa molto pesante.
Gerone II, novantenne, sopravvisse un solo anno al figlio, quindi si spense nel 215 a.C. Prima di morire egli, su insistenza di coloro che lo circondavano, elesse come suo successore il giovanissimo nipote Geronimo e raccomandò ai suoi tutori (un Consiglio formato da 15 elementi) di continuare a seguire la consolidata linea politica di alleanza con Roma, che perdurava da oltre 50 anni. Ciò però non fu fatto. Senza la guida autorevole del longevo basileus (al quale vennero organizzati sontuosi funerali), prevalse la discordia all'interno delle mura della capitale siceliota.

#### La condanna per la dinastia ieroniana
Geronimo è stato dipinto dalle fonti antiche come un sovrano scellerato e crudele, la cui presunzione condusse Roma e Siracusa in guerra, l'una contro l'altra, cancellando tutto il buono che il regno di suo nonno aveva prodotto. Tito Livio specifica, comunque, che il popolo siracusano indicò come artefice della discordia non il re fanciullo (un ragazzo di appena quindici anni, per il quale anche Polibio si è indignato, ritenendo false la maggior parte delle cronache su di lui pervenute), ma coloro che ne avevano manovrato le parole; si trattava di uomini adulti; tra tutti spiccava il marito di una delle figlie di Gerone: Adranodoro, sposo di Damarata (altro nome che si ricollega volutamente alla casata dei Dinomenidi). Costui, bramoso di potere per via dell'influenza della moglie, sostengono le fonti, aveva spinto Geronimo alla rovina, indicandogli di stracciare il patto pluridecennale che vigeva con Roma, convincendolo a far dichiarare Syrakousai amica e alleata di Cartagine.

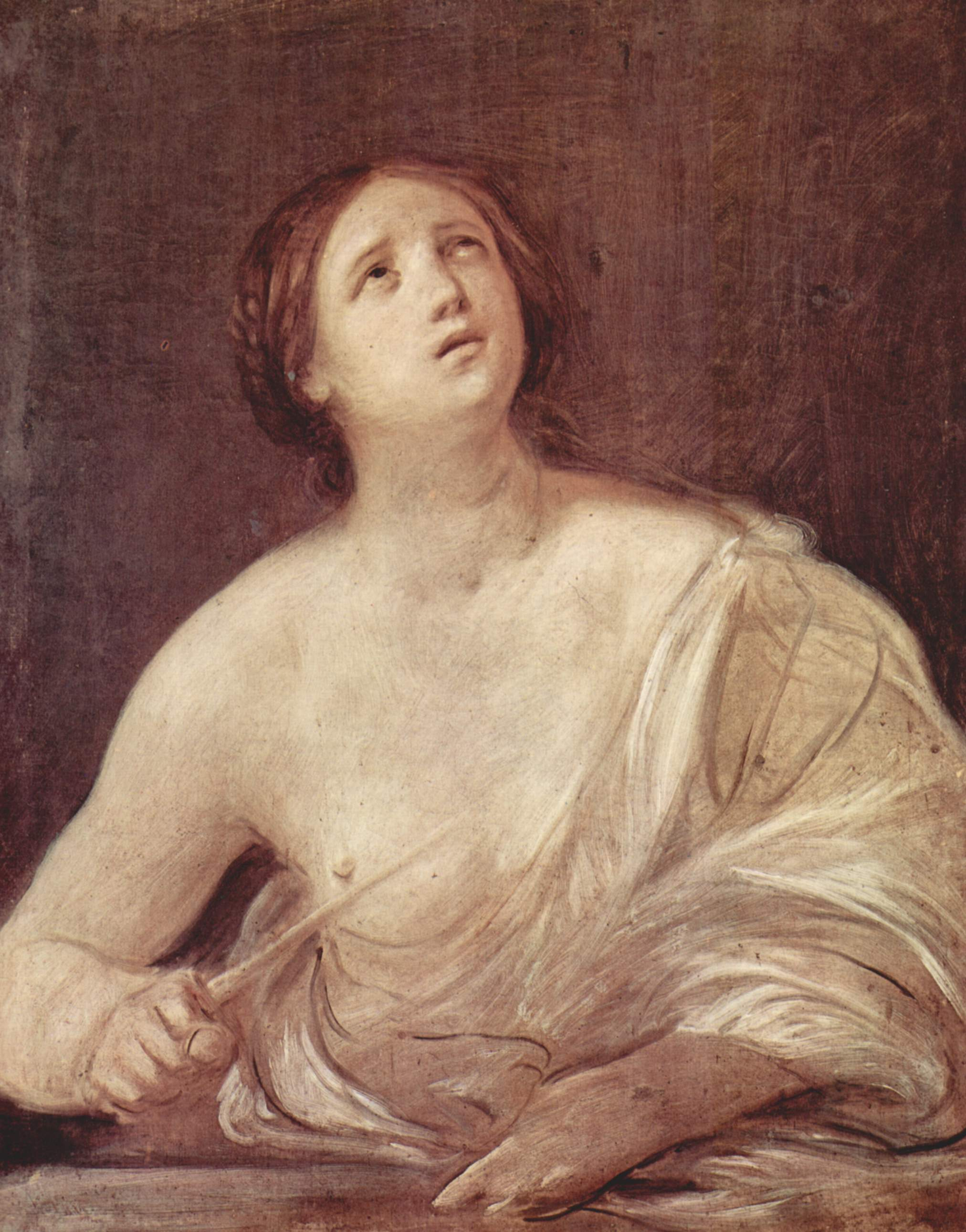
Armonia di Siracusa (in un dipinto di Guido Reni). Sorella di Geronimo e nipote di Gerone II, venne assassinata dal popolo in rivolta. Stessa sorte di Armonia ebbe tutta la dinastia ieroniana, eccetto coloro che trovarono riparo in Egitto

Adranodoro, fatto sciogliere il Consiglio, spedì in Egitto, ad Alessandria, i fratelli di Geronimo, si presume lo abbia fatto per avere campo libero nelle sue trame di tirannide. Ad Alessandria, Geronimo, aveva poco tempo prima inviato, in qualità di suo ambasciatore, lo zio, Zoippo, marito dell'altra figlia di Gerone, Eraclea. Questi, quando seppe dei tumulti che si stavano verificando a Siracusa, si esiliò in terra egiziana e stette insieme ai nipoti alla corte di Tolomeo Filopatore, il cui regno era tra l'altro fortemente influenzato dal ministro Agatocle (un discendente tolemaico-siceliota dell'omonimo basileus). 
La notizia è però in parte controversa: Tito Livio, ad esempio, non ricorda che Geronimo avesse fratelli, ma Polibio sì; difatti da egli si trae questo punto; che però fosse volontà degli zii il volerli ad Alessandria è una deduzione, se pur legittima, della frase polibiana da parte di alcuni studiosi; altri sostengono invece che in Polibio sia chiara la volontà di Geronimo, non influenzata, di volere i suoi fratelli al sicuro in Egitto.
Geronimo venne assassinato mentre si trovava a Leontinoi (per probabile congiura interna). Adranodoro prese il potere, ma il popolo, spaventato dai troppi stravolgimenti, non lo tollerò:
(Tito Livio, XXIV 25.5-7.)

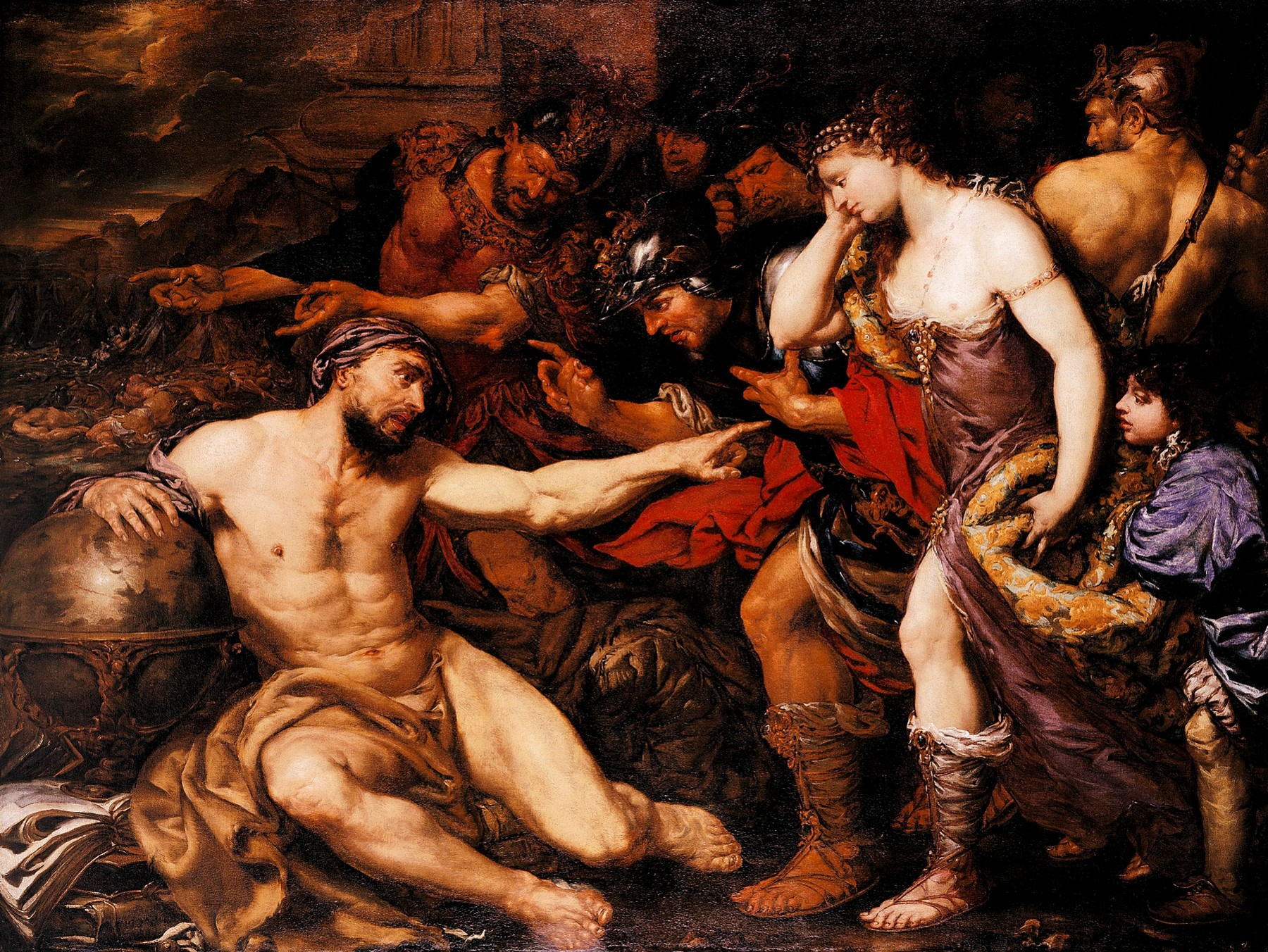
Archimede, afflitto dal dubbio, viene scrutato dalle allegorie della pace e della guerra, in una Siracusa sconvolta dall'assedio romano (dipinto di Giovan Battista Langetti)

Lo folla uccise prima Adranodoro e Temisto (che aveva sposato Armonia e aveva fatto parte del Consiglio del giovane cognato Geronimo), poi, data la deliberazione dell'assemblea popolare, andò a cercare le mogli di costoro: Damarata e Armonia, le quali vennero anch'esse assassinate. Su Armonia, Valerio Massimo, da una versione differente rispetto a quella di Tito Livio, dicendola nubile e ultima superstite ieroniana, oltre che coraggiosa, poiché si consegnò alla folla.
Tito Livio, invece, prosegue elencando quella che per lui era stata la fine degli ultimi discendenti di Gerone II: poiché Zoippo si trovava in Egitto, ebbe salva la vita, ma la folla, ancora accecata dall'ira, non risparmiò la moglie di costui, Eraclea, e le loro due figlie. Dopo aver rifiutato alle tre donne di aver salva la vita, esiliandole nelle terre di Tolomeo, le uccisero: prima Eraclea e poi le due giovani, con estrema spietatezza e crudeltà. Infine il tumulto si placò e i regicidi si pentirono di ciò che avevano compiuto.
Senza più alcun dinasta ieroniano, il potere della pentapoli andò nelle mani dei fratelli Ippocrate e Epicide (padre siracusano, madre cartaginese), mandati da Annibale. I Romani, che avevano seguito da vicino i disordini scaturiti dalla morte di Gerone, intimarono ai Siracusani di cacciare dalla loro polis i generali annibalici, ma costoro rifiutarono (ciò accadeva dopo che i Romani predarono a viva forza Leontinoi, che aveva seguito Ippocrate).
Il console Marco Claudio Marcello pose quindi l'assedio a Siracusa. I Romani sarebbero rimasti molto a lungo fuori dalle mura della pentapoli (per circa due anni, dal 214 a.C. al 212 a.C.) poiché questa, grazie proprio al volere di Gerone II, si trovava molto munita. Archimede si pose alla direzione della sua difesa: oltre le macchine costruite nel periodo ieroniano, egli ne inventò altre, rendendo letteralmente impossibile ai Romani il compito di espugnarla. Syrakousai sarebbe infine caduta solo per tradimento: un mercenario spagnolo di nome Merico aprì le sue porte a Marco Claudio Marcello. Nel trambusto che ne seguì, venne ucciso anche Archimede; ultima importante figura, fino a quel momento sopravvissuta, del tempo di Gerone II.
(Norman Davies, Storia d'Europa, vol. 1-2, p. 168.)
La pentapoli venne abbandonata al saccheggio e l'amicizia tra i due popoli, così a lungo conservata grazie a Gerone II, non venne tenuta in considerazione mentre i soldati del console saccheggiavano e predavano. L'indignazione per la cruenta presa di Siracusa ebbe eco notevole, fino a portare al processo dei consoli, tenutosi a Roma nel 210 a.C., dove i Siracusani accusarono Marco Claudio Marcello della distruzione, pressoché totale, della loro prospera città.

### Esplicative
1. ↑  Segue l'orgogliosa risposta dei Romani: essendo essi bravi soldati, erano in grado di apprendere e superare velocemente le tecniche dei loro maestri (seguono esempi di sconfitte di antichi nemici romani), quindi di poter padroneggiare presto anche la navigazione. Riferimento all'episodio di probabile origine annalistica filoromana in: Didoro Siculo, XXIII 2.1-4, Cassio Dione XI 43, Ineditum Vaticanum (JACOBY, FGrHist III C 839 F 1. 3) = cfr. Rita Scuderi, p. 13, n. 88.
2. ↑  Il bendaggio del capo a quel modo era tipico delle divinità (alcuni esempi sono presenti anche al museo archeologico di Siracusa); poteva simboleggiare inoltre il culto degli eroi per poeti e filosofi. Il busto risale al II secolo, sito ai musei Capitolini, è stato rinvenuto nei pressi del Belvedere del Vaticano a Roma. Vi è molta incertezza sia intorno all'autore sia intorno al soggetto scolpito. Alcuni sostengono possa essere opera di un noto falsario di iscrizioni latine, Pirro Ligorio. Se così fosse, denoterebbe comunque il forte interesse rinascimentale per personaggi sicelioti come Gerone I e Gerone II. Difatti l'erma è contesa anche con il primo tiranno di Syrakousai, celebre soprattutto per le sue vittorie olimpiche e le odi ricevute da Pindaro, anche se nulla vieta di riconoscervi quel Gerone figlio di Gerocle, altrettanto noto nel mondo antico e così vicino a Roma. Cfr. Biagio Pace, Arte e civiltà della Sicilia antica: Cultura e vita religiosa, 1945, p. 8.
3. ↑  In maniera significativa, per cui, il nome del grande scienziato vuol dire «Capo del pensiero» o anche «Il Previdente»; in tal caso da archi inteso come archaiὀs, quindi antico, primo per il tempo, preminenza e da medomai come colui che si preoccupa, che previene. Cfr. (EN) Archimedes, su Behind the Name. URL consultato il 27 aprile 2022.. Vd. anche  Archi, Arche, su etimo.it. URL consultato il 27 aprile 2022.).
4. ↑  Afferma lo storico di Cheronea che il padre di Archiemede fosse tale Fidia, un astronomo siracusano imparentato con la dinastia tirannica rodio-cretese dei Dinomenidi, dalla quale si diceva discendere lo stesso Gerone II (Vite parallele, Vita di Marcello, 16-17). Ma Cicerone sottolinea le oscure e umili origini archimedee, in contrasto con una vicinanza alla corte reale dinomenide (Cic. Tusc. V 23).
5. ↑  Tuttavia vi è anche chi sostiene non sia stato Gerone II a portarla in Sicilia, ma piuttosto Agatocle, e chi sostiene invece sia direttamente autoctona dell'isola, o ancora chi dice sia stata portata dagli Arabi durante il medioevo. Vd. es. Margaret Guido, Siracusa: guida storico pratica ai suoi principali monumenti ed ai luoghi d'interesse, 1960 p. 43.
6. ↑  Gerone II in Tito Livio (XXI, 51-51): 
«Console, amico del popolo Romano lo sarò per tutta la mia vita. Diedi giovane alla Repubblica ogni aiuto nella prima guerra. Con lo stesso animo aiuterò vecchio in questa. I freddi anni non hanno raffreddato la mia amicizia per essa. Senza alcun prezzo darò frumento e vestire alle armate amiche di terra, e di mare.»
(Tra. ita in Francesco Ferrara, Storia generale della Sicilia, 1831, p. 162.)
7. ↑  Armonia, non sopportando di essere sopravvissuta a una donna che aveva preso volontariamente il suo posto dinanzi agli aguzzini, li richiamò indietro, svelando la propria identità, facendosi quindi trafiggere da costoro. Valerio Massimo la nomina tra le donne intrepide. Cfr. Factorum et dictorum memorabilium, libri 3.2.

### Riferimenti
1. 1 2  Giustino, XXIII, 4.1.
2. ↑  Polibio, I, 8.3.
3. ↑  Gabriele Lancillotto Castello, Siciliae et objacentium Insul. Vet. Inscript., clas. 1, n.1, p. 1. Cit. in Giovanni Evangelista Di Blasi, Storia del regno di Sicilia, vol. 1,  1843, p. 43 =  Domenico Schiavo, Memorie per servire alla storia letteraria di Sicilia,  vol. 1, 1756, p. 18.
4. 1 2  Giustino, XXIII, 6.
5. ↑  ὅρμος - Ricerche di Storia Antica n.s. 6-2014, 139-160: Maria Stella Trifirò, L’exemplum del Dinomenide Gelone tra memoria civica e storiografica, cap. 3 Le ‘citazioni’ del modello Dinomenide (da Timoleonte a Ierone II), p. 156.
6. ↑  Giustino, XXIII, 7.
7. ↑  Corrado soddu, Storia del Miele, 2012, p. 11; Nicholas J. Saunders, Animali e Spiritualità, 2000, p. 126.
8. 1 2  Giustino, XXIII, 8.
9. ↑  Giustino, XXIII, 10-12.
10. 1 2 3  Giustino, XXIII, 13.
11. ↑  Kokalos, vol. 24, 1976, p. 325.
12. 1 2 3 4  Polibio, I, 8, 1-5.
13. ↑  Nuove prospettive della ricerca sulla Sicilia del III sec. a.C., archeologia, numismatica, storia : atti dell'Incontro di studio (Messina 4-5 luglio 2002), 2004, p. 115.
14. ↑  Silvio Raffiotta, C'era una volta Morgantina, 1996, p. 70.
15. ↑  Archivio storico siracusano, 1990, p. 7.
16. ↑  Kokalos, studi pubblicati dall'Istituto di storia antica dell'Università di Palermo, vol. 46, num. 1, 2004, p. 472.
17. ↑  Giustino, XXIII, 4.2.
18. 1 2  Polibio, I, 9.
19. 1 2   FILISTIDE, in Enciclopedia dell'arte antica, Roma, Istituto dell'Enciclopedia Italiana.
20. ↑  Mariarita Sgarlata, La raccolta epigrafica e l'epistolario archeologico di Cesare Gaetani conte della Torre, 1996, p. 170.
21. 1 2 3  Per approfondire: Giovanni Battista Grassi, La regina Filistide e la tholia di Teocrito, 1892, pp. 1-41.
22. ↑  Vd. Kokalos, studi pubblicati dall'Istituto di storia antica dell'Università di Palermo, vol. 46, num. 1, 2004, p. 472.
23. ↑  Rita Scuderi, p. 4.
24. ↑  Polibio, I, 9.3.
25. 1 2  Polibio, I, 9.4-6.
26. ↑  Polibio, I, 9.7.
27. ↑  Vincenzo La Bua, Filino, Polibio, Sileno, Diodoro: il problema delle fonti dalla morte di Agatocle alla guerra mercenaria in Africa, 1966, p. 242.
28. ↑   LONGANO, in Enciclopedia Italiana, Roma, Istituto dell'Enciclopedia Italiana.
29. ↑  Polibio, I, 9.7-8.
30. ↑  Diodoro Siculo, XXII, 13.1.
31. ↑  Diodoro Siculo, XXII, 13.1-2.
32. ↑  Diodoro Siculo, XXII, 13.3-7.
33. 1 2  Diodoro Siculo, XXII 13.7.
34. ↑  Polibio, I 9.8.
35. ↑  Alessia Dimartino, Axon, vol. 1 – num. 1 – Dedica dei Siracusani a tutti gli dèi, 2017.
36. ↑  Maria Caccamo Caltabiano, Benedetto Carroccio, Emilia Oteri, Siracusa ellenistica
le monete regali di Ierone II, della sua famiglia e dei siracusani, 1997, p. 17.
37. ↑  Traduzione e analisi del testo presenti in Alessia Dimartino, Axon, vol. 1 – num. 1 – Dedica dei Siracusani a tutti gli dèi, 2017, p. 242.
38. 1 2  Polibio, I 10.1.
39. ↑  Polibio, I 7.1-10.
40. 1 2  Zonara, VIII, 6.
41. ↑  Cassio Dione, XI 43. 1.
42. ↑  Rita Scuderi, pp. 2-3.
43. ↑  Vd. Enciclopedia italiana di scienze, lettere ed arti, vol. 22, 1929, p. 58.
44. ↑  Polibio, I, 10.1-4.
45. 1 2  Diodoro Siculo, XXIII 1.4.
46. 1 2 3  Polibio, I, 11.7.
47. ↑  Diodoro Siculo, XXII 13.9.
48. ↑  Rita Scuderi, p. 3.
49. 1 2  Diodoro Siculo, XXIII 1.2.
50. 1 2  Rita Scuderi, p. 1.
51. 1 2  Francesco Paolo Rizzo, Studi ellenistico-romani, 1974, p. 29
52. ↑  Rita Scuderi, pp. 3-4.
53. ↑  Zonara, VIII, 8.
54. ↑   Diapositiva 1 - Università Mediterranea - In Origine (PDF), su unirc.it. URL consultato il 16 aprile 2022.
55. ↑  Diodoro Siculo, XXIII 1.3.
56. ↑  Polibio, I 11.4-5.
57. ↑  Rita Scuderi, p. 4.
58. ↑  Rita Scuderi, p. 5 = Polibio, I 11.12.
59. ↑  Trad. in Rita Scuderi, pp. 5-6. Testo antico in Diodoro Siculo, XXIII 1.4.
60. ↑  Rita Scuderi, p. 1 = Rita Scuderi, 2012, pp. 69-70. Vd. inoltre A. Pinzone, Storia ed etica in Polibio. Ricerche sull’archeologia della prima guerra punica, Messina, 1983, pp. 30-34.
61. ↑  Vd. inoltre il discusso problema delle fonti sulla prima guerra punica in: Du miel au café, de l'ivoire à l'acajou, a cura di Guido Schepens, Jan Bollansée, 2005, da p. 205; Bellum Iustum. Tra finzione storiografica e realtà politica. Il caso della prima guerra punica in Kōkalos, 1997, da p. 365.
62. ↑  Cfr. Rita Scuderi, pp. 8-9.
63. ↑  Didoro Siculo, XXIII 2.1-4.
64. ↑  Trad. cfr. in Theodore Mommsen, Storia di Roma, cap. Inizio della guerra marittima, ed. 2015.
65. ↑  Episodio del tribuno C. Claudio in Cassio Dione e Giovanni Zonara = Rita Scuderi, p. 13, n. 87.
66. ↑  Polibio, I 10.3.
67. 1 2 3  Polibio, I 10.7; 11.1-3.
68. ↑   I Dinomenidi nel basso e medio Tirreno fra Imera e Cuma, su persee.fr. URL consultato il 17 aprile 2022.
69. 1 2 3 4  Polibio, I 11.12-15.
70. 1 2 3 4 5 6 7 8 9  Gaetano De Sanctis, 1932.
71. 1 2 3  Rita Scuderi, 2012, p. 77.
72. ↑  Cfr. Wladimir Brunet de Presle, p. 182.
73. ↑  Rita Scuderi, 2012, p. 77, n. 42.
74. 1 2 3  Diodoro Siculo, XXIII 3.1.
75. ↑  Rita Scuderi, 2012, p. 77, n. 41.
76. ↑  Rita Scuderi, p. 14.
77. ↑  Floro, I 18. 6; Paolo Orosio, IV 7. 2.
78. ↑  Zonara, VIII 9.
79. ↑  Wladimir Brunet de Presle,, p. 181, n. 2.
80. ↑  Così Gaetano De Sanctis in Storia dei Romani: L'età delle guerre Puniche (2 v.), 1967, p. 225.
81. ↑  Polibio, I 15.9-11.
82. ↑   ECHETLA, in Enciclopedia Italiana, Roma, Istituto dell'Enciclopedia Italiana.
83. ↑  Polibio, I 15.10.
84. ↑  Archivio storico siciliano, vol. 54, 1934, p. 314.
85. ↑  Sul problema di quantificare quante città si diedero realmente ai Romani vd. appr. in Rita Scuderi, 2012, p. 78, n. 43.
86. ↑  Polibio, I 16.2 = Wladimir Brunet de Presle, p. 182.
87. ↑  Diodoro Siculo, XXIII 4.1.
88. ↑  Gaetano De Sanctis, 1932; Wladimir Brunet de Presle, p. 182.
89. ↑  Diodoro Siculo, XXIII 4.1 = Wladimir Brunet de Presle, p. 182.
90. ↑  Vd. dettagli e discussioni in Rita Scuderi, 2012, p. 78, n. 44.
91. ↑  Giovanni Zonara, 8 16.
92. 1 2  Joannis Zonarae annales, ex recensione Mauricii Pinderi, vol. 2, 1844, p. 159.
93. ↑  Cfr. Rita Scuderi, 2012, p. 78, n. 44.
94. ↑  Diodoro Siculo, XXIII 4.8 = Malcolm Bell III, p. 258.
95. 1 2  Malcolm Bell III, p. 259.
96. ↑  Vd. anche Wladimir Brunet de Presle, p. 229.
97. 1 2  Wladimir Brunet de Presle, p. 229.
98. ↑  Alessandra Coppola, Demetrio di Faro: un protagonista dimenticato, 1993, p. 67.
99. 1 2 3 4 5  بين دمشق وروما عمارة أبوللودور في الثقافة الكلاسيكية, cap. La realtà storica e il malessere portuale di Roma.
100. ↑  Cicerone, Verrine, II, 2. Vd. Cristina Soraci, Sicilia Frumentaria. Il grano siciliano e l’annona di Roma, 2011.
101. 1 2 3  Wladimir Brunet de Presle, pp. 229-230.
102. ↑  Archäologische Schätze aus Zentral- und Südsizilien (13. - 6. Jh. v. Chr.), 2005, p. 8.
103. ↑  Calogero Miccichè, Mesogheia. Archeologia e storia della Sicilia centro-meridionale dal VII al IV sec. a.C., 2011.
104. ↑  Malcolm Bell III, p. 258.
105. ↑  La politica granaria di Roma antica dal 265 A. C. al 410 D. C. Saggio di agricoltura ed economia rurale, 1930, p. 64.
106. ↑   Pietrina Anello, Sicilia terra amata dalle dee (PDF), 2010,  pp. 9-24. URL consultato il 22 aprile 2022.
107. ↑  Cfr.  Riti e misteri sull’Acropoli di Akrai: un nuovo santuario dedicato al culto delle dee della terra (PDF), su unipa.it. URL consultato il 22 aprile 2022.
108. ↑  Walter Burkert, La religione greca di epoca arcaica e classica, p. 214; Sebastiana Nerina Consolo Langher, Agatocle: da capoparte a monarca fondatore di un regno tra Cartagine e i Diadochi, Di.Sc.A.M., 2000, p. 74.
109. ↑  Emanuele Ciaceri, Cicerone e i suoi tempi , 1939, vol. 1, p. 62; Università di Torino. Facoltà di lettere e filosofia, Pubblicazioni, vol. 5, 1953, p. 127.
110. ↑  Per approfondire vd. Andrea Guadagna, La lex Hieronica» e la «vetus provincia». Indagine sul sistema fiscale nella Sicilia di età romana, 2020.
111. ↑  Marco Terenzio Varrone, De re rustica I, 1.8.
112. ↑  Andrea Guadagna, La lex Hieronica» e la «vetus provincia». Indagine sul sistema fiscale nella Sicilia di età romana, 2020, p. 10. Vd. anche Kōkalos, 1982, p. 305.
113. 1 2  Andrea Guadagna, La lex Hieronica» e la «vetus provincia». Indagine sul sistema fiscale nella Sicilia di età romana, 2020, pp. 10-11; Cfr. De Sensi Sestito, Gerone II, 1976, p. 187.
114. ↑  Cfr.  Aspetti della romanizzazione della Sicilia, su persee.fr. URL consultato il 26 aprile 2022.
115. ↑  Cit. Gaetano De Sanctis, 1932
116. 1 2  Pausania, VI, 12.
117. 1 2 3  Kōkalos, vol. 46, n. 1, 2004, p. 137; Guida della Grecia, vol. 6, 1982, p. 256 = De Sensi Sestino, Gerone II, cit., pp. 95-112.
118. ↑  Cit. Giovanni Cucinotta, Ieri e oggi Sicilia: storia, cultura, problemi, 1996, p. 37.
119. ↑  Henry Wheaton, Storia dei progressi del dritto delle genti in Europa e in America, 1859, p. 19.
120. ↑  Cfr. Kōkalos, 1982, p. 260.
121. ↑  Archimelo in H. Lloy D Jones – P. Parsons, Supplementum Hellenisticum, Berlin-New York, 1983, nr. 202. Trad. ita in Biagio Pace, La nave di Gerone, «AAPal» 3, 1923, 24. Cit. in Elena Flavia Castagnino Berlinghieri, p. 169, n. 1.
122. ↑  Cfr. in Giovanna De Sensi Sestito, p. 28; Elena Flavia Castagnino Berlinghieri, p. 174.
123. ↑  Giovanna De Sensi Sestito, p. 28.
124. ↑  Plutarco, Vita di Marcello, 14, 20. Cfr.  Archimede, in Enciclopedia Italiana, Roma, Istituto dell'Enciclopedia Italiana.
125. ↑  Cit. in  Archimede, in Enciclopedia Italiana, Roma, Istituto dell'Enciclopedia Italiana.
126. 1 2  Cit. Plutarco in Calogero Savarino, La più grande invenzione di Archimede, 2013.
127. 1 2   Archimede, in Enciclopedia Italiana, Roma, Istituto dell'Enciclopedia Italiana.
128. ↑   Vitruvio e Archimede, su mostre.museogalileo.it. URL consultato il 29 aprile 2022.
129. ↑   Archimede. di Giovanni di Pasquale – Museo Galileo (PDF), su museogalileo.it. URL consultato il 30 aprile 2022.
130. ↑  Reviel Netz, William Noel, Il codice perduto di Archimede, 2008.
131. ↑  Vd. confronti matematici su entrambe le versioni in  Felice Costanti, La corona d'oro: una discussione (PDF), su rudimathematici.com. URL consultato il 29 aprile 2022.
132. 1 2  Elena Flavia Castagnino Berlinghieri, p. 174.
133. ↑  Teocrito, idillio XVII. Cfr. Elena Flavia Castagnino Berlinghieri, p. 174, n. 14.
134. ↑  Cit. Elisa Chiara Portale, p. 32.
135. ↑  Elena Flavia Castagnino Berlinghieri, pp. 174-175, 179.
136. ↑  Diodoro Siculo, I 34; V 37.
137. ↑  Per approfondire vd. Pier Daniele Napolitani, Archimede alle radici della scienza moderna in I grandi della scienza (Le Scienze), Anno IV, n. 22, ottobre 2001, p. 22.
138. ↑  Sebastiana Nerina Consolo Langher, Agatocle: da capoparte a monarca fondatore di un regno tra Cartagine e i Diadochi, 2000, p. 195.
139. ↑  Vd. Sebastiana Nerina Consolo Langher, Storiografia e potere. Duride, Timeo, Callia e il dibattito su Agatocle, 1998, p. 24.
140. ↑  Cfr. Sebastiana Nerina Consolo Langher, La dinamica dei rapporti tra Sicilia, Cirenaica ed Egitto da Agatocle a Ieronimo = Agatocle: da capoparte a monarca fondatore di un regno tra Cartagine e i Diadochi, 2000, p. 195.
141. 1 2  Pierre Grimal, Il secolo degli Scipioni. Roma e l'ellenismo al tempo delle guerre puniche, 1981, p. 74.
142. 1 2  Russell Meiggs, Roman Ostia' Revisited. Archaeological and Historical Papers in Memory of Russell Meiggs, 1996, p. 81. Vd. anche Storia di Roma, vol. 24, 1939, p. 66.
143. 1 2 3  Greci, Fenici, Romani interazioni culturali nel Mediterraneo antico : atti delle giornate di studio (Viterbo, 28-29 maggio 2004), 2005, p. 117.
144. ↑  Vd. Giovanna De Sensi Sestito, Relazioni commerciali e politica finanziaria di Gerone II in Helikon, rivista di tradizione e cultura classica, vol. 15-16, p. 195.
145. ↑  Storia di Roma, vol. 24, 1939, p. 66.
146. 1 2  Francesco Paolo Rizzo, Per una interpretazione storica del Denarius, in Xenia, scritti in onore di Piero Treves, 1985, p. 173.
147. ↑  Diodoro Siculo, XXV, 14.1 = Alessandra Coppola, Demetrio di Faro: un protagonista dimenticato, 1993, pp. 65-66.
148. ↑  Tito Livio, XIV, 21.9; Plutarco, 8.6.
149. 1 2  Vd. Giovanna De Sensi Sestito, Gerone II. Un monarca ellenistico in Sicilia, 1977, pp. 165-180 e Alessandra Coppola, Demetrio di Faro: un protagonista dimenticato, 1993, pp. 65-66.
150. ↑  Tito Livio, XXII, 37.
151. ↑  Tito Livio, XXI, 50-51.
152. ↑  Cfr. le due versioni in Rosalia Marino, La Sicilia dal 241 al 210 a.C., 1988, p. 33.
153. ↑  Giustino, XXVIII, 3.4-5 = Rosalia Marino, La Sicilia dal 241 al 210 a.C., 1988, p. 113.
154. ↑  Magna Grecia e Sicilia: stato degli studi e prospettive di ricerca : atti dell'Incontro di studi, Messina, 2-4 dicembre 1996 , 1999, p. 348.
155. ↑  Cfr. Hesperìa: studi sulla grecità di occidente, vol. 17, 2003, p.110.
156. ↑  Wladimir Brunet de Presle, p. 185.
157. ↑  Tito Livio, XXIII, 30 = Wladimir Brunet de Presle, p. 185.
158. ↑  Tito Livio, XXIV, 4.1-4.
159. ↑  Tito Livio, XXIV, 8.
160. ↑  Polibio, VII, 7.1-8.
161. ↑  Tito Livio, XXIV, 25.1.
162. ↑  Wladimir Brunet de Presle, pp. 186-187.
163. ↑  Così Emanuele Ciaceri in Storia della Magna Grecia, vol. 3, 1927, p. 165.
164. ↑  Tito Livio, XIV 26.1.
165. ↑  Polibio, VII, 2.1-2.
166. ↑  Cfr. Serafino Privitera, Storia di Siracusa antica e moderna, vol. 1, 1879, p. 448; Cettina Voza, Archimede: Siracusa e il suo genio, 2002, p. 15.
167. ↑  Tito Livio, XXIV 25.3.
168. ↑  Traduzione tratta da Storie, vol. II, 2013.
169. ↑  Tito Livio, XXIV 26.1-16.
170. 1 2  Wladimir Brunet de Presle, p. 190.
171. ↑  Tito Livio, XXVI 30.7-8.

### Fonti antiche
- (GRC) Appiano di Alessandria, Historia Romana (Ῥωμαϊκά), VII e VIII. Versione in inglese qui Archiviato il 20 novembre 2015 in Internet Archive..
- Ateneo di Naucrati, Deipnosophistai.
- Cicerone, Verrine.
- Diodoro Siculo, Bibliotheca historica.
- Giustino, Epitome delle Storie Filippiche di Pompeo Trogo.
- (LA) Tito Livio, Ab Urbe condita libri, XXI-XXX.
- Pausania, Periegesi della Grecia.
- Plutarco, Vite parallele: Marcello.
- (GRC) Polibio, Storie (Ἰστορίαι), III-XV. Versioni in inglese disponibili qui e qui.
- Teocrito, Idilli; XVI.
- Giovanni Zonara, Epitome delle storie.

### Fonti storiografiche moderne
- Wladimir Brunet de Presle, Ricerche sullo stabilimento dei Greci in Sicilia sino al tempo in cui quest'isola divenne provincia romana, 1856.
- (EN) William Smith (a cura di), Hiero II, in Dictionary of Greek and Roman Biography and Mythology, 1870.
- Gaetano De Sanctis, GERONE II, in Enciclopedia Italiana, Roma, Istituto dell'Enciclopedia Italiana, 1932. URL consultato il 17 aprile 2022.
- (IT)  (AR)   Direzione generale delle antichità e dei musei. Direzione generale per la promozione e cooperazione culturale. Ministero per i beni e le attività culturali, Rome (Italy). Assessorato alle politiche culturali, Syria. Safārah (Italy), Syria. Wizārat al-Thaqāfah wa-al-Irshād al-Qawmī, Università degli studi Roma tre, بين دمشق وروما عمارة أبوللودور في الثقافة الكلاسيكية, L'Erma di Bretschneider, 2001.
- Salvatore Distefano, Jerone II Re degli Acrensi – Contributo alla storia di Akrai tra le due guerre puniche, in «I Cinquant’anni del Platone», Canicattini Bagni, 2009.
- Malcolm Bell III, Centro e periferia nel regno siracusano di Ierone II, in Actes de la rencontre scientifique en hommage à Georges Vallet organisée par le Centre Jean-Bérard, l'École française de Rome, l'Istituto universitario orientale et l'Università degli studi di Napoli «Federico II» (Rome-Naples, 15-18 novembre 1995), Publications de l'École Française de Rome, 1999,  pp. 257-277. URL consultato il 17 aprile 2022.
- (EN)   The House oh Hiero, III century B.C., su math.nyu.edu. URL consultato il 3 settembre 2014.
- Elena Flavia Castagnino Berlinghieri, Archimede e Ierone II: dall'idea al progetto della più grande nave del mondo antico, la Syrakosía, in Lorenzo Braccesi, Flavio Raviola, Giuseppe Sassatelli (a cura di), Hesperìa, vol. 26, L'Erma" di Bretschneider, 2010,  pp. 169-188. URL consultato il 28 aprile 2022.
- Rita Scuderi, La prima guerra punica in Diodoro Siculo, in Pignora Amicitiae. Scritti di storia antica e di storiografia offerti a Mario Mazza, Margherita Cassia, Claudia Giuﬀrida,Concetta Molè, Antonino Pinzone (a cura di), Storia e politica, vol. 1, n. 99, 2012,  pp. 69-97. URL consultato il 17 aprile 2022.
- Giovanna De Sensi Sestito, Siracusa e la Sicilia al tempo di Archimede, in Archimede, Arte e scienza dell'invenzione, G. De Pasquale C. Parisi Presicce, 2013,  pp. 25-29. URL consultato il 28 aprile 2022.
- Elisa Chiara Portale, La cultura artistica sotto Ierone II, in Archimede, Arte e scienza dell'invenzione, G. De Pasquale C. Parisi Presicce, 2013,  pp. 32-36. URL consultato il 28 aprile 2022.
- Rita Scuderi, I prodromi della prima guerra punica nell’ambasceria romana a Gerone (Diodoro XXIII 1.4) (PDF), a cura di A.Gonzales, M.T. Schettino I, Tra le rive del Mediterraneo: relazioni diplomatiche, propaganda e egemonia politica nella Sicilia antica. Geloi, Besançon, 2019. URL consultato il 17 aprile 2022 (archiviato dall'url originale il 31 ottobre 2022).